# Ulaanbaatar
Ulaanbaatar (phiên âm: U-lan-ba-ta, tiếng Mông Cổ: Улаанбаатар, chữ Mông Cổ: ᠤᠯᠠᠭᠠᠨᠪᠠᠭᠠᠲᠤᠷ, chuyển tự: Ulaghanbaghator; phiên âm IPA: [ʊɮɑːŋ.bɑːtʰɑ̆r], nghĩa là "Anh Hùng Đỏ") là thủ đô và cũng là thành phố lớn nhất của Mông Cổ. Với vị thế là một đô thị trực thuộc trung ương, thành phố không thuộc bất kỳ một tỉnh nào, và có dân số là 1,3 triệu người vào năm 2014, gần bằng một nửa tổng dân số cả nước.
Nằm tại phía bắc của miền trung Mông Cổ, thành phố có độ cao 1.310 mét (4.300 ft) trên một thung lũng nằm bên sông Tuul. Ulaanbaatar là trung tâm văn hóa, kinh tế và tài chính của toàn bộ đất nước Mông Cổ. Thành phố cũng là trung tâm của mạng lưới đường bộ tại Mông Cổ, và có thể kết nối với cả Đường sắt xuyên Siberi của Nga và hệ thống đường sắt Trung Quốc.
Thành phố được hình thành từ năm 1639 với vai trò là một trung tâm tu viện Phật giáo và di chuyển dần cùng với những người dân du mục. Năm 1778, thành phố được hình thành một cách cố định tại địa điểm hiện nay, nơi hợp lưu của hai dòng sông Tuul và Selbe. Trước đó thành phố đã thay đổi vị trí 28 lần, mỗi địa điểm trước đó đều được chọn lựa một cách kỹ lưỡng. Trong thế kỷ 20, Ulaanbaatar đã phát triển thành một trung tâm sản xuất của Mông Cổ. Ulaanbaatar là thành viên của Mạng lưới các thành phố lớn châu Á 21. Trang web chính thức của thành phố liệt kê Seoul, Moskva, Hohhot, Sapporo và Denver là các thành phố kết nghĩa.

## Tên gọi

"Ulaanbaatar" trong chữ Mông Cổ truyền thống

Ulaanbaatar trước đó đã từng mang nhiều tên gọi trong lịch sử. Từ 1639 đến 1706, thành phố được gọi là Urga (tiếng Mông Cổ: Өргөө, Örgöö, "Cư trú"), và từ năm 1706 đến 1911 với tên gọi Kuren (Хүрээ, Xüree, "Lều"), Da-Kuren (Даа Хүрээ, Daa Xüree, từ tiếng Trung: 大, đại, chuyển tự của tiếng Mông Cổ: Их Хүрээ, Ix Xüree, "Trại Lớn"), hoặc Kulun (tiếng Trung: 庫倫 Khố Luân, chuyển tự của Xüree). Thành phố được gọi là Bogdiin Khuree (Богдийн Хүрээ, Bogdiĭn Xüree, "Lều Thánh" hay "Tu viện vĩ đại của khả hãn") trong bài dân ca "Tôn kính Bogdiin Khuree".
Sau khi Mông Cổ độc lập vào năm 1911, cả chính quyền thế tục và cung điện của Bogd Khan đều đổi tên thành phố thành Niĭslel Xüree (Нийслэл Хүрээ, "Lều Thủ đô").
Năm 1924, thành phố trở thành thủ đô của nước Cộng hòa Nhân dân Mông Cổ mới được thành lập, tên của thành phố được đổi thành Ulaanbaatar (Улаанбаатар, Ulaanbaatar, nghĩa là "Anh hùng Đỏ") để tỏ lòng kính trọng đối với anh hùng dân tộc Mông Cổ Damdin Sükhbaatar, người đã kề vai sát cánh với Hồng quân Liên Xô giải phóng Mông Cổ khỏi sự chiếm đóng của Trung Quốc và chống lại quân đội xâm lược của Roman von Ungern-Sternberg, tượng của ông nay vẫn được đặt tại quảng trường trung tâm thủ đô. Trong phiên họp của Đại dân tộc Khuraldaan đầu tiên của Mông Cổ năm 1924, đa số đại biểu bày tỏ mong muốn đổi tên thành phố thủ đô thành Baatar Khot ("Thành phố anh hùng"). Tuy nhiên, dưới áp lực của Turar Ryskulov, một nhà hoạt động Liên Xô của Quốc tế Cộng sản, thành phố được đặt tên là Ulaanbaatar Khot ("Thành phố của anh hùng đỏ").
Ở châu Âu và Bắc Mỹ, Ulaanbaatar tiếp tục được gọi chung là Urga hoặc Khure cho đến năm 1924. Do ảnh hưởng lâu dài của Liên Xô tại Mông Cổ, tên gọi Ulan Bator chuyển tự từ tiếng Nga (tiếng Nga: Улан-Батор, Ulan-Bator) đã trở thành tên gọi thông dụng của thành phố trong nhiều ngôn ngữ. Cách viết tên thành phố trong chữ cái tiếng Nga khác với trong chữ cái tiếng Mông Cổ là do liên quan đến các vấn đề về định nghĩa phát âm, và chữ cái Kirin mới chỉ được giới thiệu tại Mông Cổ 17 năm sau khi mước này giành được độc lập. Với người Mông Cổ, thành phố có biệt danh là Aziĭn Cagaan Dagina (Азийн Цагаан Дагина, "Nàng tiên Trắng [Dakini của châu Á") vào cuối thế kỷ 20. Tại Mông Cổ ngày nay, thành phố đôi khi được gọi một cách châm biếm là Utaanbaatar (Утаанбаатар, "Anh hùng Sương khói") do có sương mù dày đặc vào mùa đông.

## Lịch sử

### Thời tiền sử
Con người đã bắt đầu tới định cư tại nơi là Ulaanbaatar ngày nay từ thời đại đồ đá cũ thấp. Nhà khảo cổ học Alexey Okladnikov đã làm việc từ năm 1949 và đến năm 1960 ông đã phát hiện ra nhiều di chỉ từ thời đồ đá cũ trên các ngọn núi Bogd Khan Uul, Buyant-Ukhaa và Songinokhairkhan. Đến năm 1962 nhiều dụng cụ từ thời đồ đá cũ khác nhau đã được tìm thấy tại núi Songinokhairkhan và núi Buyant-Ukhaa (23 dụng cụ bằng đá) và các học giả cho rằng các dụng cụ này có niên đại từ 300.000 năm đến 40.000-12.000 trước. Okladnikov phát hiện ra các di chỉ từ thời đồ đá cũ cao (40.000-12.000 năm trước) ở góc đông nam của đồi Zaisan Hill ở phía bắc núi Bogd Khan Uul. Byambyn Rinchen cho rằng đây là một nguồn cảm hứng cho cuốn truyện thời tiền sử của ông mang tên Zaan Zaluudai. Những người sống ở Thời đại đồ đá cũ cao đã đi săn voi ma mút và tê giác lông mịn, xương của hai loài này được tìm thấy nhiều tại khu vực xung quanh Ulan Bator.

### Trước năm 1639

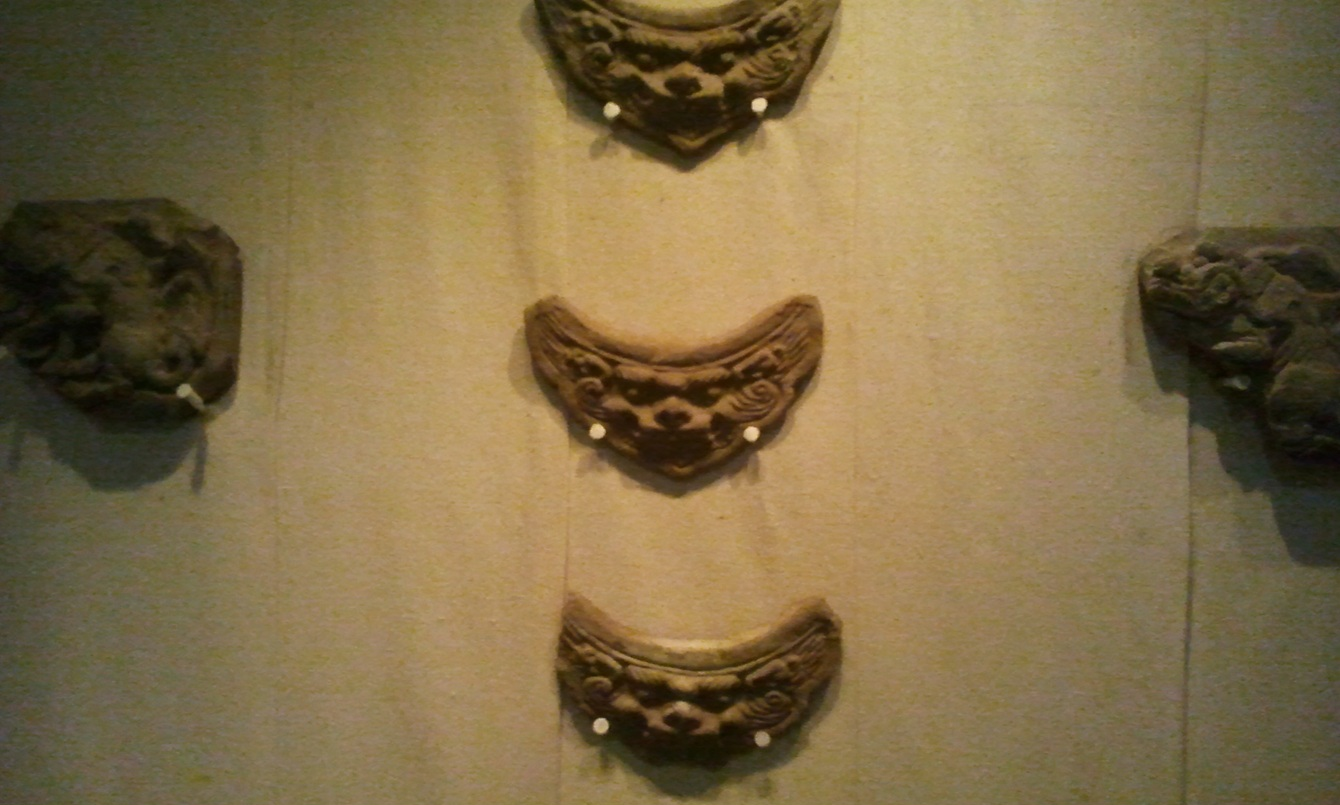
Tàn dư của cung điện thế kỷ 12 của Wang Khan ở Ulaanbaatar

Các bức vẽ trên đá màu vàng nhạt từ thời đại đồ đồng (3000 năm trước) đã được tìm thấy tại hẻm núi Ikh Tenger Gorge ở mặt phía bắc của núi Bogd Khan Uul đối diện với thành phố. Các bức vẽ mô tả con người, ngựa, đại bàng và các hình vẽ trừu tượng như đường nằm ngang và hình vuông lớn có một trăm chấm nhỏ bên trong. Các lối vẽ tương tự trong thời kỳ này cũng xuất hiện tại Gachuurt ở phía tây của thành phố, cũng như tại tỉnh Khövsgöl và ở miền nam Siberi, chỉ dấu của một sự tương đồng với văn hóa du mục nam Siberi. Núi Bogd Khan Uul gần như chắc chắn đã là một địa điểm thờ cúng tôn giáo quan trọng của những cư dân thời đó.
Phía bắc Ulan Bator có các ngôi mộ hoàng gia Hung Nô rất lớn và đã 2000 năm tuổi. Một ngôi mộ Hung Nô cũng được tìm thấy tại quận Chingeltei thuộc nội thành. Nằm bên bờ dòng sông thiêng Tuul ("Khatun Tuul" hay Nữ hoàng Tuul trong truyền thuyết), khu vực Ulan Bator nằm bên trong phạm vi của các đế chế du mục như Hung Nô (209BC-93AD), Tiên Ti (93AD-4th century), Nhu Nhiên (402-555), Đột Quyết (555-745), Hồi Hột (745-840), Khiết Đan (907-1125) và Đế quốc Mông Cổ (1206–1368). Tại quận Nalaikh District có bức bia Tonyukuk (thôn dục cốc) (khoảng năm 697 SCN) khắc chữ Run của người Turk (Thổ). Câu khắc này dài và nó có giá trị lưu ý rằng ở đây người ta có thể tìm thấy một người được gọi là "Khiết Đan" vốn là một người nói tiếng Mông Cổ ở phía đông. Một bia Kurgan (balba) hay tượng người cổ đã được lựa chọn để hình thành thành phố từ năm 1778 và vị trí thành phố hiện nay và được coi là một địa điểm thành lập long trọng (Shav). Một con rùa đá hiện đại nay nằm trên đỉnh của balbal cổ gần quảng trường Sukhbaatar ở trung tâm thành phố.
Vương Hãn của bộ lạc Khắc Liệt, một quốc vương Thiên chúa giáo Nestoria (Thiên chúa giáo Đông), đã tuyên bố rằng ông có cung điện tại đây (Rừng Đen của Sông Tuul) và ngăn cấm săn bắn trên ngọn núi thánh Bogd Uul. Các tàn tích của cung điện này (15x27 mét với một cửa hướng về phía nam) được tìm thấy tại khu vực quận Songinokhairkhan vào năm 1949 và được D.Navaan kahi quật vào năm 2006. Cung điện xây bằng gạch này chịu ảnh hưởng của kiến trúc Trung Hoa, cũng được gọi là Đệ Tam Cung điện của Thành Cát Tư Hãn hay cung Yesui Khatun, là nơi Thành Cát Tư Hãn sóng cùng Yesui Khatun trước khi tấn công Đảng Hạng năm 1226. Năm 1984, một ngôi mộ có nhiều của cải từ thế kỷ 13 của một người 50-60 tuổi, cao 175 cm với một dây lưng trang trí bằng vàng đã được khai quật tại Dadart Uul thuộc khu vực núi Songinokhairkhan. Một bức khắc trên đá đơn giản từ thế kỷ 13 kể về một phụ nữ Mông Cổ cùng chiếc mũ Mông Cổ đặc trưng đã được tìm thấy tại núi Bogd Khan Uul. Hãn Abtai Sain được cho là đã tôn thờ ngọn núi vào thế kỷ 16. Một sứ thần nhà Thanh đã viết một thư tịch nói về chuyến đi của ông qua khu vực này vào năm 1712, trong đó những người tùy tùng đã nghỉ ngơi và đã bắt được 10 tới 12 con cá hồi và cá chó trên dòng sông trong khi một người khác đã giết được một con hươu bằng một phát súng. Ông cũng miêu tả cảnh thiên nhiên "dồi dào và phong phú" xung quanh một dãy núi mà có thể là núi Songino Khairkhan ngày nay.

### Tu viện di động

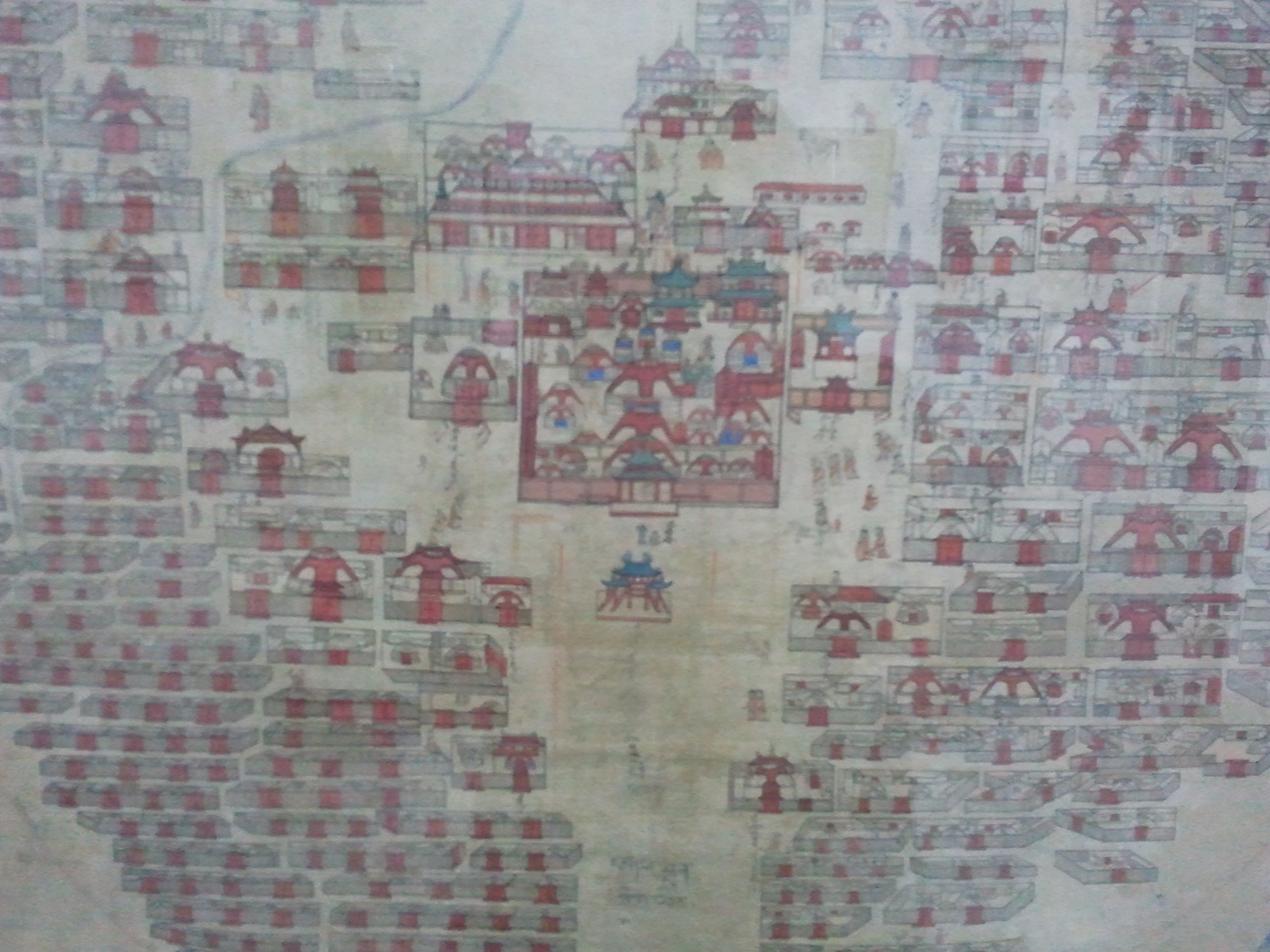
Chi tiết bức tranh Urga (Ulaanbaatar) thế kỷ 19: ở trung tâm ngôi đền hình vuông di động của Bat Tsagaan, được xây dựng vào năm 1654, bên cạnh nhiều ngôi đền khác

Được thành lập năm 1639 và ban đầu là một tu viện kiểu yurt (lều tròn truyền thống của Mông Cổ), Ulan Bator, khi đó được gọi là Örgöö (cung-yurt), đầu tiên nằm gần hồ Shireet Tsagaan nằm ở phía đông của thủ đô đế quốc Mông Cổ Karakorum, nay thuộc Övörkhangai, cách địa điểm thủ đô hiện nay 230 km, và chủ yếu dùng để làm nhà ở cho Jebtsundamba Khutughtu (người đứng đầu dòng Phật giáo Cách-lỗ phái tại Mông Cổ) đầu tiên tên là Zanabazar. Zanabazar trở về Mông Cổ từ Tây Tạng năm 1651 và thành lập bảy aimag (các bộ phận tu viện) ở Urga, sau đó thành lập thêm bốn tu viện nữa.
Với vai trò là một khu vực gắn với tu viện động, thành phố thường "di chuyển" tới những địa điểm khác nhau dọc theo các sông Selenge, Orkhon và Tuul. Trong chiến tranh Dzungar vào cuối thế thế kỷ 17, thành phố thậm chí còn từng được di dời đến Nội Mông ngày nay. Sau này, khi phát triển hơn trước, thành phố dần dần giảm tần suất di chuyển.
Các địa điểm mà thành phố đã di chuyển đến có thể được chi tiết như sau: Shireet Tsagaan Nuur (1639), Khoshoo Tsaidam (1640), Khởi Liễn cốc - nơi chôn cất các hoàng đế nhà Nguyên (1654), Ogoomor (1688), Nội Mông (1690), Tsetserlegiin Erdene Tolgoi (1700) 1719), Usan Seer (1720), Ikh Tamir (1722), Jargalant (1723), Eeven Gol (1724), Khujirtbulan (1729), Burgaltai (1730), Sognogor (1732), Terelj (1733)), Khui Mandal (1736), Khuntsal (1740), Udleg (1742), Ogoomor (1743), Selbe (1747), sông Uliastai (1756), Selbe (1762), Khui Mandal (1772) và Selbe (1778).
Năm 1778, thành phố gần như ổn định tại vị trí ngày nay, gần nơi hợp lưu của sông Selbe và sông Tuul và nằm dưới chân núi Bogd Khan Uul, sau đó cũng nằm trên tuyến lữ hành từ Bắc Kinh đến Kyakhta.
Một trong những đề cập sớm nhất của phương Tây về Urga là nguồn của du khách người Scotland John Bell năm 1721:
Cái mà họ gọi là Urga là triều đình, hay là nơi hoàng tử (khả hãn Tusheet) và linh mục cao cấp (Bogd Jebtsundamba Khutugtu) cư ngụ, những người luôn bị giam giữ ở khoảng cách rất xa với nhau. Họ có vài ngàn lều xung quanh đó, đôi khi được gỡ bỏ. Urga thường xuyên được các thương nhân từ Trung Quốc và Nga, và những nơi khác, đến để buôn bán.

Trước cái chết của Zanabazar năm 1723, Urga là tu viện ưu việt của Mông Cổ về mặt thẩm quyền tôn giáo. Một hội đồng gồm bảy vị lạt-ma cao cấp nhất (Khamba Nomon Khan, Ded Khamba và năm Tsorj) đã đưa ra hầu hết các quyết định tôn giáo của thành phố. Nó cũng đã trở thành trung tâm thương mại của Ngoại Mông. Từ 1733 đến 1778, Urga di chuyển trong vùng lân cận của vị trí hiện tại. Năm 1754, Erdene Shanzodba Yam ^ của Urga được trao quyền giám sát các vấn đề hành chính của các đối tượng của Bogd. Nó cũng phục vụ như là triều đình tư pháp trưởng của thành phố. Năm 1758, Hoàng đế nhà Thanh Càn Long đã bổ nhiệm Phó tướng Khalkha Sanzaidorj làm người Mông Cổ đầu tiên của Urga với toàn quyền "giám sát Khuree và điều hành tốt tất cả các đối tượng của Khutugtu".
Năm 1761, một amban thứ hai được bổ nhiệm cho cùng mục đích, một Mãn Châu. Một phần tư thế kỷ sau, vào năm 1786, một sắc lệnh được ban hành ở Bắc Kinh đã trao quyền cho những người xung quanh Urga quyết định các vấn đề hành chính của các lãnh thổ Tusheet Khan và Setsen Khan. Với điều này, Urga trở thành cơ quan dân sự cao nhất trong cả nước. Xét theo đơn tỉnh cầu của Yundendorji, hoàng đế Càn Long đã chính thức công nhận một nghi lễ hàng năm trên núi Bogd Khan Uul vào năm 1778 với điều kiện phải giao nộp triều cống hàng năm. Thành phố không chỉ là nơi Lạt-ma Jebtsundamba Khutugtus cư ngụ mà còn có hai trú tráp đại thần của nhà Thanh và có một Mãi mại thành của người Hán (tiếng Trung: 買賣城; bính âm: Măimàichéng) được đặt cách thành phố khoảng 4,24 km về phía đông. Một cột trụ được trang trí công phu cao 11 mét vẫn còn tại chùa Quan Âm tại khu vực Mãi mại thành cũ và hiện được nhà nước Mông Cổ bảo tồn.
Từ năm 1778, Urga có thể đã là nơi cư ngụ của 10.000 sư thầy, những người được quy định bởi một quy tắc tu viện, Nội quy của Tu viện lớn hoặc Yeke Kuriyen-u Doto'adu Durem. Ví dụ, vào năm 1797, một nghị định của Jebtsundamba lần thứ 4 đã cấm "hát, chơi với bắn cung, myagman, cờ vua, cho vay nặng lãi và hút thuốc"). Các cuộc hành quyết đã bị cấm ở nơi có thể nhìn thấy các ngôi đền thánh của Bogd Jebtsundama, vì vậy hình phạt tử hình đã diễn ra cách xa thành phố. Urga cũng từng được nhiều người ngoại quốc viếng thăm, bao gồm Egor Fedorovich Timkovskii (1820), N.M.Przhevalsky, Pyotr Kozlov, M. De Bourbolon (1860) và A.M.Pozdneev. Đoàn sứ thần Nga gồm 130 người đã đến Urga vào tháng 1 năm 1806, trong số đó có Bá tước Yury Golovkin, Bá tước Jan Potocki, Julius Klaproth và Andrey Yefimovich Martynov. Năm 1863, tòa lãnh sự Nga tại Urga được hình thành với trụ sở là một tòa nhà mới xây gồm có hai tầng. Một nhà thờ Thánh Ba Ngôi có mái vòm hình củ hành cũng được hình thành cùng năm.
Vào năm 1839, Bogd Jebtsundamba thứ 5 đã chuyển nơi cư trú của mình đến đồi Gandan, một vị trí trên cao ở phía tây của chợ Baruun Damnuurchin. Một phần của thành phố đã được chuyển đến Tolgoit gần đó. Năm 1855, một phần của trại chuyển đến Tolgoit đã được đưa trở lại vị trí năm 1778 của nó, và Bogd Jebtsundamba thứ 7 trở về Zuun Khuree. Tu viện Gandan phát triển mạnh mẽ như một trung tâm nghiên cứu triết học.

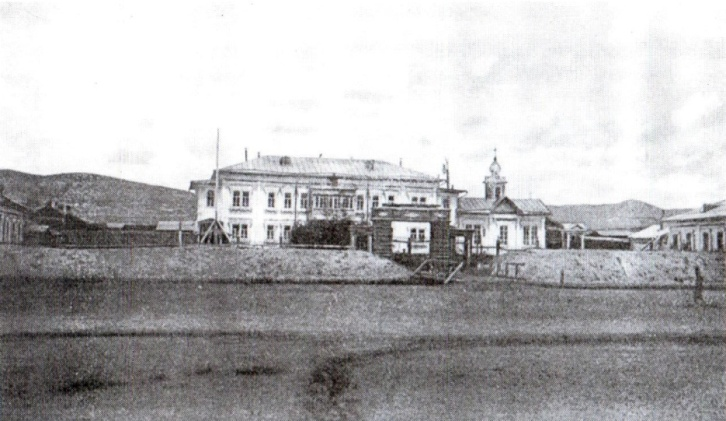
Lãnh sự quán Nga Urga (Ulaanbaatar) và Nhà thờ Holy Trinity, cả hai được xây dựng vào năm 1863

### Thương mại Urga và Kyakhta
Sau Hiệp ước Kyakhta năm 1727, Urga (Ulaanbaatar) là một điểm chính của thương mại Kyakhta giữa Nga và Trung Quốc - chủ yếu là trao đổi những mặt hàng lông thú Siberia để lấy vải Trung Quốc và sau đó là trà. Tuyến đường chạy về phía nam đến Urga, phía đông nam băng qua sa mạc Gobi đến Kalgan và phía đông nam qua các ngọn núi để đến Bắc Kinh. Urga cũng là một điểm thu gom hàng hóa đến từ phía tây. Những thứ này hoặc được gửi đến Trung Quốc hoặc được chuyển đến phía bắc đến Nga qua Kyakhta, vì những hạn chế về mặt pháp lý và thiếu các tuyến thương mại tốt ở phía tây. 

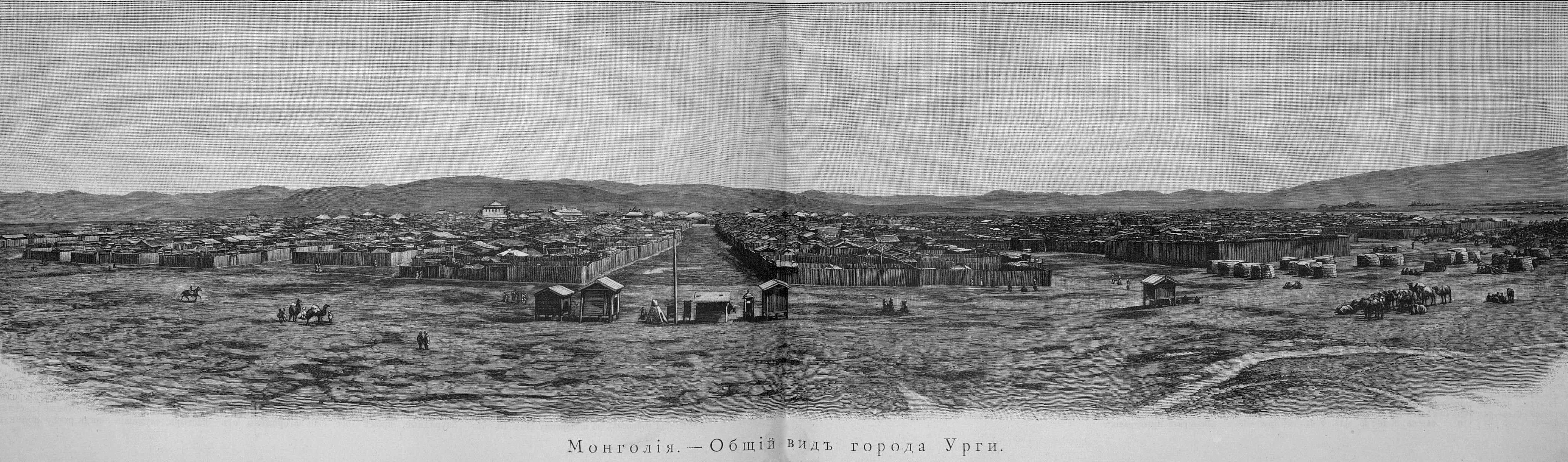
Khắc ảnh toàn cảnh của N.A.Charushin về trung tâm cũ của Urga từ chuyến đi (1888) với Potanin

Đến năm 1908, có một khu phố của Nga với vài trăm thương nhân và một câu lạc bộ Nga và thị trưởng Nga không chính thức. Phía đông thị trấn chính là lãnh sự quán Nga được xây dựng vào năm 1863 với một nhà thờ Chính thống, bưu điện và 20 lính gác Cossack. Nó được củng cố vào năm 1900 và bị quân đội chiếm đóng trong thời gian ngắn trong phong trào Nghĩa Hòa Đoàn. Có một đường dây điện báo ở phía bắc đến Kyakhta và phía đông nam đến Kalgan và dịch vụ bưu chính hàng tuần dọc theo các tuyến đường này. 

Một bức tranh toàn cảnh năm 1913 của Urga. Khu phức hợp hình tròn lớn ở giữa là quần thể đền thờ Zuun Khuree. Quần thể đền thờ Gandan nằm ở bên trái. Các cung điện của Bogd nằm ở phía nam của dòng sông. Ở phía dưới cùng bên phải của bức tranh là quận Maimaicheng. Bên trái là các tòa nhà màu trắng của khu vực lãnh sự quán Nga. Tu viện Manjusri có thể được nhìn thấy trên núi Bogd Khan Uul ở phía dưới bên phải của bức tranh

Ngoài lãnh sự quán Nga là bưu điện thương mại Trung Quốc có tên là Maimaicheng, và gần cung điện của nhà lãnh đạo Mãn Châu. Với sự phát triển của thương mại phương Tây tại các cảng Trung Quốc, thương mại trà sang Nga đã giảm, một số thương nhân Trung Quốc đã rời đi và len trở thành mặt hàng xuất khẩu chính. Hàng hóa sản xuất vẫn đến từ Nga, nhưng hầu hết bây giờ được đưa từ Kalgan bằng nhà lưu động. Thương mại hàng năm được ước tính là 25 triệu rúp, chín phần mười trong tay Trung Quốc và một phần mười thuộc về Nga.

### Cách mạng 1911 và 1921 và thời kỳ Cộng sản

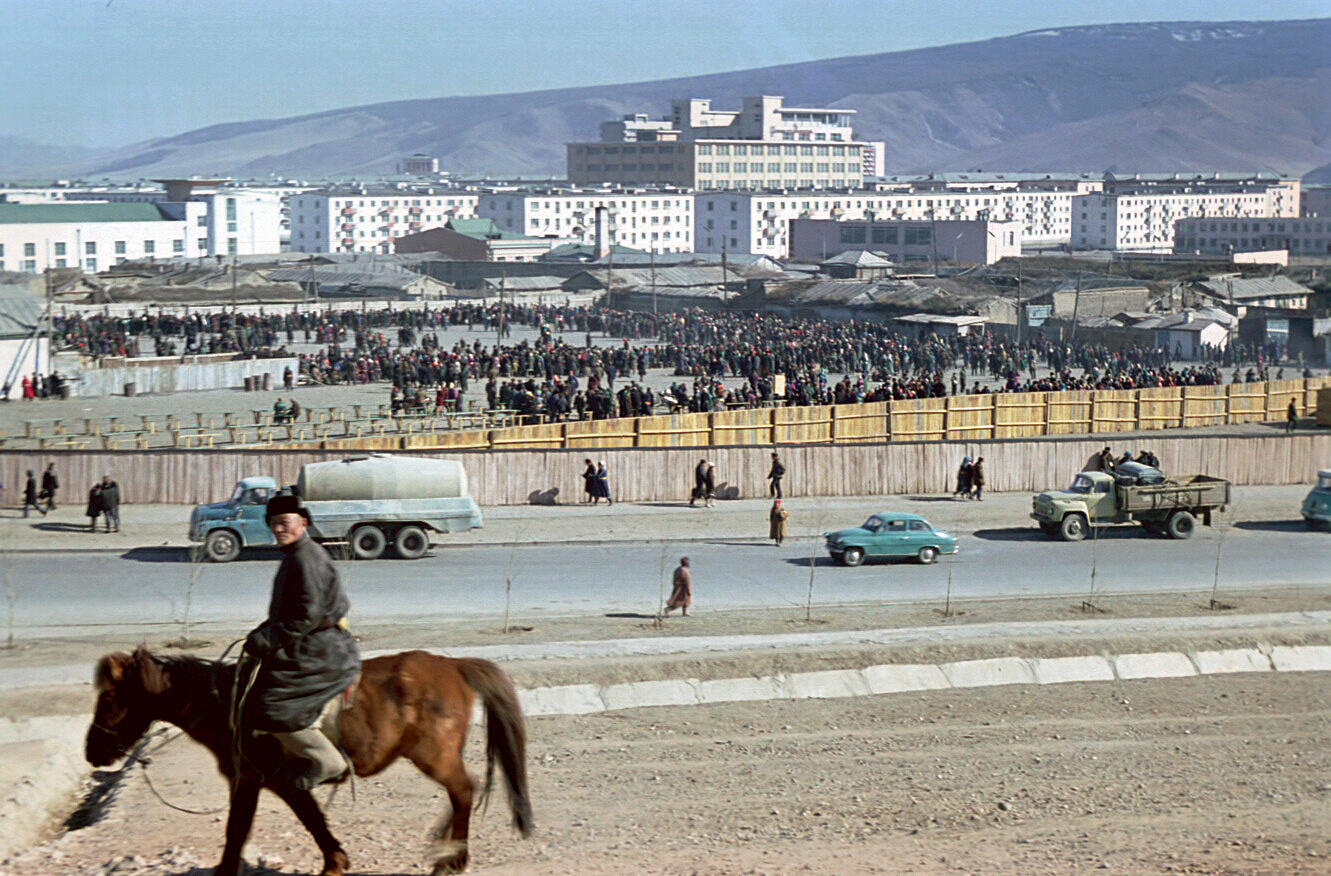
Chợ ngoài trời gần đồi Gandan năm 1972. Hậu cảnh là Cửa hàng quốc doanh

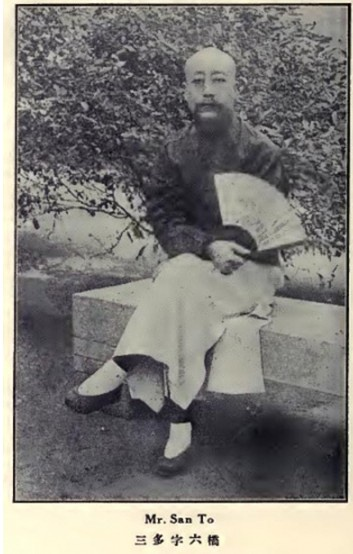
Sānduō (三多), một người dân tộc Mông Cổ, là người viên quan cai trị của nhà Thanh thứ 62 và cuối cùng (1910-1911) của Urga.

Cuộc thám hiểm thương mại ở Moskva vào những năm 1910 ước tính dân số Urga là 60.000 người, dựa trên nghiên cứu của Nikolay Przhevalsky vào những năm 1870.
Dân số thành phố đã tăng lên trong lễ hội Naadam và các lễ hội tôn giáo lớn đến hơn 100.000. Năm 1919, số lượng nhà sư đã lên tới 20.000, tăng từ 13.000 vào năm 1810.
Đầu thế kỷ 20, Ikh Khüree có dân số khoảng 25.000 người, trong đó có khoảng 10.000 là sư sãi Phật giáo. Năm 1910, amban Sando đã đến để dập tắt một cuộc chiến lớn giữa Gandan lamas và thương nhân Trung Quốc bắt đầu bằng một sự cố tại cửa hàng Da Yi Yu ở quận chợ Baruun Damnuurchin. Anh ta không thể kiểm soát được các Lạt-ma, và buộc phải chạy trốn về khu của mình. Năm 1911, khi triều đình nhà Thanh sụp đổ hoàn toàn, các lãnh đạo người Mông Cổ tại Ikh Khüree đã bí mật họp kín tại Naadam và quyết tâm kết thúc 220 năm mất tự chủ. Vào ngày 29 tháng 12 năm 1911, Jeptsundamba Khutughtu thứ 8 được tuyên bố là người cai trị nước Mông Cổ độc lập và dược phong tước hiệu Bogd Khan. Khüree trở thành nơi đặt trụ sở của chính quyền Jebtsundamba Khutugtu và được coi là một sự lựa chọn hợp lý cho thủ đô của quốc gia mới. Tuy nhiên, theo thỏa thuận ba bên Kyakhta vào năm 1915 (giữa Nga, Mông Cổ và Trung Quốc), Mông Cổ chỉ giành được quyền tự trị.
Năm 1919, các quý tộc Mông Cổ đối lập với Bogd Khan, đã đồng ý với đại diện của Trung Quốc về việc giải quyết "vấn đề Mông Cổ" theo vị thế vốn có từ thời nhà Thanh, nhưng trước khi giải pháp này được thực hiện, Khüree đã bị quân phiệt Trung Quốc Từ Thụ Tranh chiếm đóng, ông đã ép buộc giới quý tộc và tăng lữ Mông Cổ phải từ bỏ hoàn toàn các quyền tự trị.
Năm 1921 thành phố đã trải qua tới hai lần đổi chủ. Lần đầu tiên vào tháng 2 năm 1921, lực lượng hỗn hợp Nga-Mông Cổ do quân phiệt Bạch vệ Baron Ungern von Sternberg lãnh đạo đã chiếm được thành phố, giải thoát Bogd Khan khỏi nhà tù và tiêu diệt hầu hết quân đồn trú Trung Quốc. Việc chiếm giữ Urga của Baron Ungernwas sau đó đã kéo theo các hành vi cướp bóc và giết người cũng như việc thảm sát một cộng đồng Do Thái nhỏ tại thành phố. Vào ngày 22 tháng 2 năm 1921 Bogd Khan một lần nữa trở thành Hãn Mông Cổ tại Urga. Tuy nhiên, vào lúc Baron Ungern đang kiểm soát Urga, một lực lượng Cộng sản Mông Cổ được Xô viết ủng hộ do Damdin Sükhbaatar lãnh đạo đã được thành lập tại Nga, và đến tháng 3 cùng năm họ đã vượt qua biên giới. Ungern và những người cùng chí hướng cũng đã đến vào tháng 5 để gặp họ song đã gặp phải thất bại thảm hại vào tháng 6. Đến tháng 7, quân đội cộng sản Nga-Mông Cổ đã tiến vào Urga. Ngày 29 tháng 10 năm 1924 đô thị được đổi tên thành Ulaanbaatar ("Anh hùng đỏ") để tướng nhớ đến Sükhbaatar, người đã hi sinh một năm trước đó.

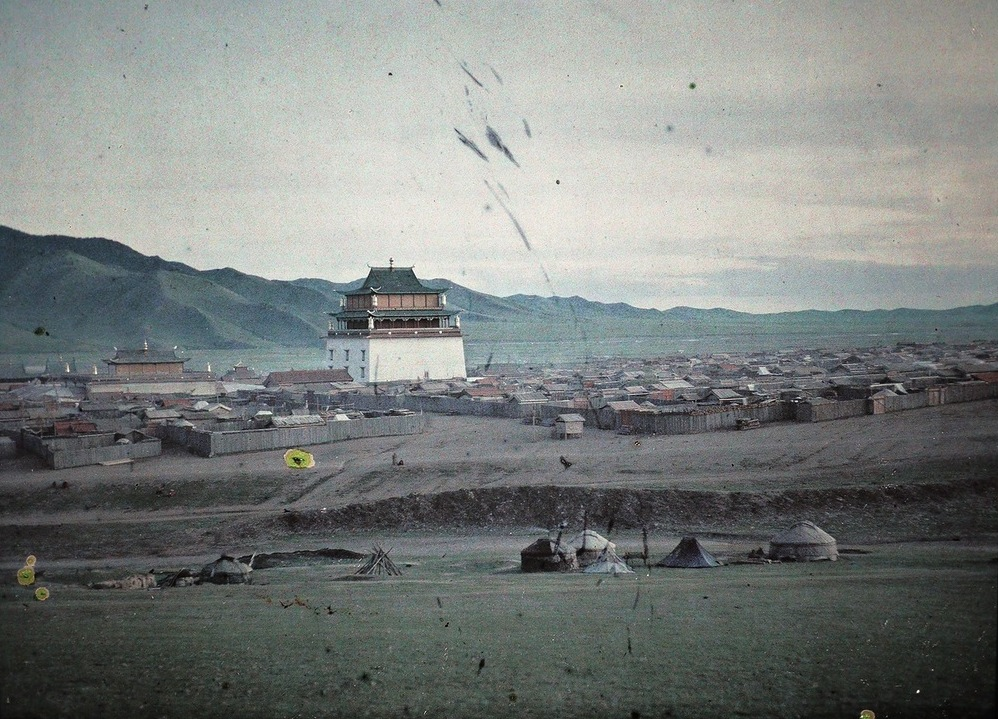
Ảnh màu năm 1913 của Tu viện Gandan

Trong thời kỳ cộng sản, đặc biệt là sau Chiến tranh thế giới thứ hai, các căn hộ kiểu Xô viết đã thay thế hầu hết các khu nhà yurt (nhà truyền thống Mông Cổ), và thường được Liên Xô viện trợ kinh phí xây dựng. Quy hoạch đô thị bắt đầu từ thập niên 1950, và hầu hết các công trình tại thành phố hiện nay được xây dựng trong thời kỳ từ 1960 đến 1985.
Đường sắt Xuyên Mông Cổ, kết nối Ulaanbaatar với Moskva và Bắc Kinh được hoàn thành vào năm 1956, các rạp chiếu phim, nhà hát hay bảo tàng cũng đã xuất hiện. Trên một khía cạnh khác, nhiều đền chùa và tu viện từ trước đó đã bị phá hủy trong các cuộc thanh trừng tôn giáo vào cuối thập kỷ 1930. Tu viện Gandan được mở cửa trở lại vào năm 1944 khi Phó Tổng thống Hoa Kỳ Henry A. Wallace yêu cầu được xem một tu viện trong chuyến thăm Mông Cổ.

### Dân chủ hóa

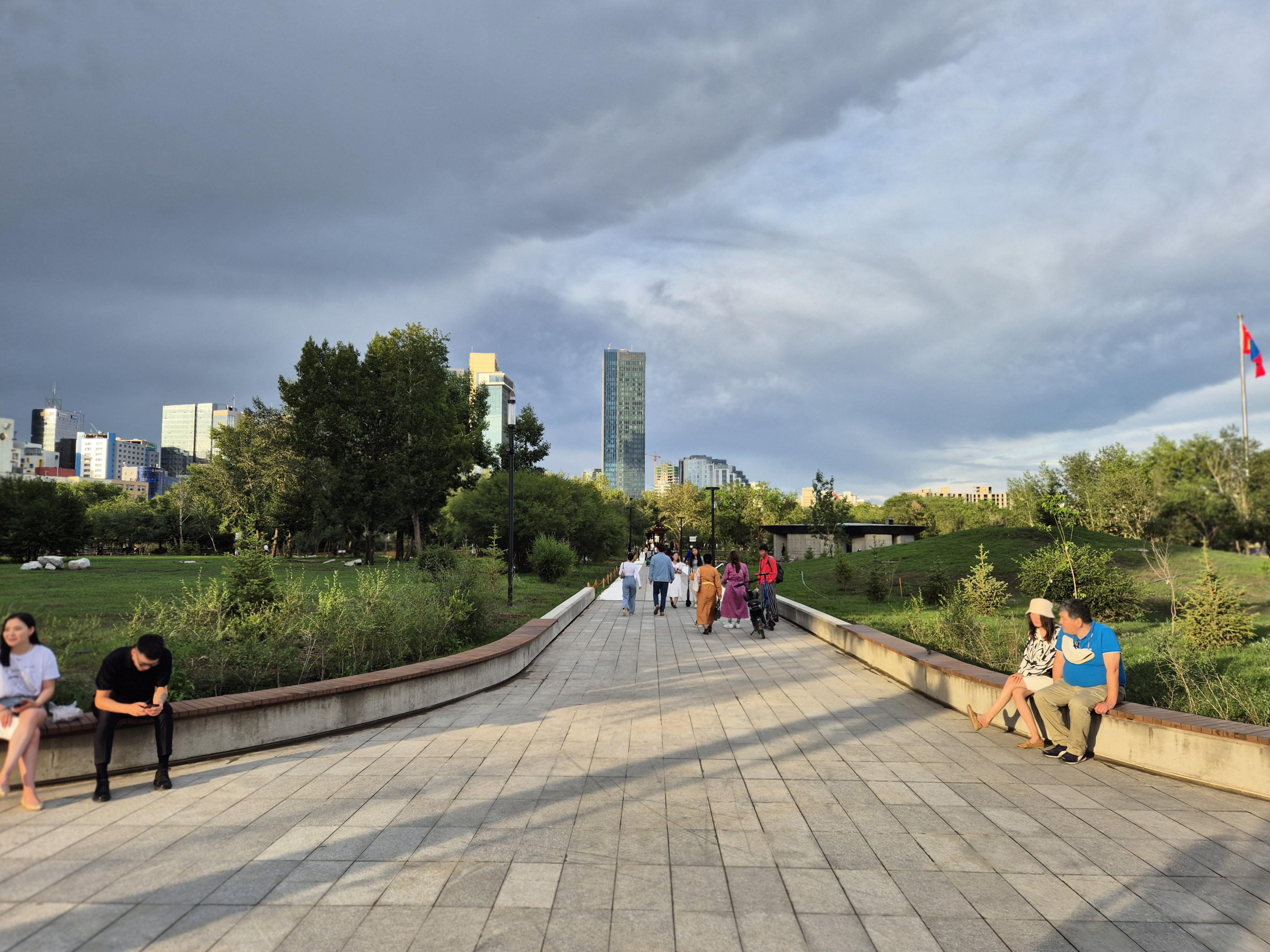
Lượng cây xanh bắt đầu tăng lên trong vùng trung tâm thành phố vào thời kì cộng sản.

Ulaanbaatar đã diễn ra các cuộc biểu tình với kết quả là dân chủ hóa và kinh tế thị trường vào năm 1990. Ngày 10 tháng 12 năm 1989, có nhiều người biểu tình bên ngoài Trung tâm Văn hóa Thanh niên kêu gọi Mông Cổ thi hành perestroika (cải tổ) và glasnost (công khai) một cách đầy đủ. Các lãnh đạo biểu tình yêu cầu bầu cử tự do và cải cách kinh tế. Ngày 14 tháng 1 năm 1990 những người biểu tình đã phát triển từ hai trăm lên đến trên một nghìn người, họ tụ tập tại Bảo tàng Lênin tại Ulaanbaatar. Một cuộc biểu tình lớn tại quảng trường Sukhbaatar cũng diễn ra vào ngày 21 tháng 1 năm đó. Sau đó, các cuộc biểu tình tuần hành diễn ra vào mỗi dịp cuối tuần tháng một và tháng hai đã được tổ chức và đi kèm với đó là việc hình thành đảng đối lập đầu tiên của Mông Cổ.
Vào ngày 7 tháng 3, mười người phản đối đã tụ tập tại quảng trường Sukhbaatar và tiến hành tuyệt thực. Hàng nghìn người đã tham gia ủng hộ họ. Đến ngày 8 tháng 3, đám đông biểu tình trở nên lộn xộn và kết quả là bảy mươi người bị thương cùng một người thiệt mạng. Đến ngày 9 tháng 3, chính phủ cộng sản của Đảng Nhân dân Cách mạng Mông Cổ đã tuyên bố từ chức. Chính phủ lâm thời sau đó tuyên bố tiến hành cuộc bầu cử tự do đầu tiên tại Mông Cổ sẽ được tổ chức vào tháng 7 cùng năm. Đảng Nhân dân Cách mạng Mông Cổ đã thắng cử và phục hồi lại quyền lực.

### Từ 1990-nay
Từ khi Mông Cổ chuyển sang nền kinh tế thị trường vào năm 1990, thành phố đã có những bước phát triển rất nhanh - đặc biệt là tại các khu nhà yurt, chúng đã cơ bản bị xóa sổ và cuối thập niên 1990. Dân số thành phố tăng gấp đôi lên trên một triệu người, và chiếm gần một nửa dân số cả nước. Tuy nhiên điều này đã dẫn tới một số vấn đề về xã hội, môi trường và giao thông. Trong những năm gần đây, việc xây dựng các công trình mới đã được tiến hành, đặc biệt là tại khu vực trung tâm thành phố và giá căn hộ đã tăng vọt.
Năm 2008, Ulaanbaatar là nơi xảy ra bạo loạn sau khi Đảng Dân chủ, Đảng Xanh và Đảng Cộng hòa Mông Cổ tranh chấp phần thắng của Đảng Nhân dân Mông Cổ trong cuộc bầu cử quốc hội. Một tình trạng khẩn cấp kéo dài bốn ngày đã được tuyên bố, thủ đô được đặt dưới khung giờ giới nghiêm từ 22:00 đến 08:00, và việc bán rượu bị cấm; sau các biện pháp này, bạo loạn đã không tiếp tục.  Đây là cuộc bạo loạn chết người đầu tiên trong lịch sử của Ulaanbaatar hiện đại.
Vào tháng 4 năm 2013, Ulaanbaatar đã tổ chức Hội nghị Bộ trưởng lần thứ 7 của Cộng đồng các nước Dân chủ, và cũng đã cho mượn tên của Đối thoại Ulaanbaatar về An ninh Đông Bắc Á. Kể từ ngày 7 tháng 7 năm 2016, Thị trưởng của Ulaanbaatar và Thống đốc Thành phố Thủ đô đã là Sunduin Batbold (Đảng Nhân dân Mông Cổ).

## Địa lý

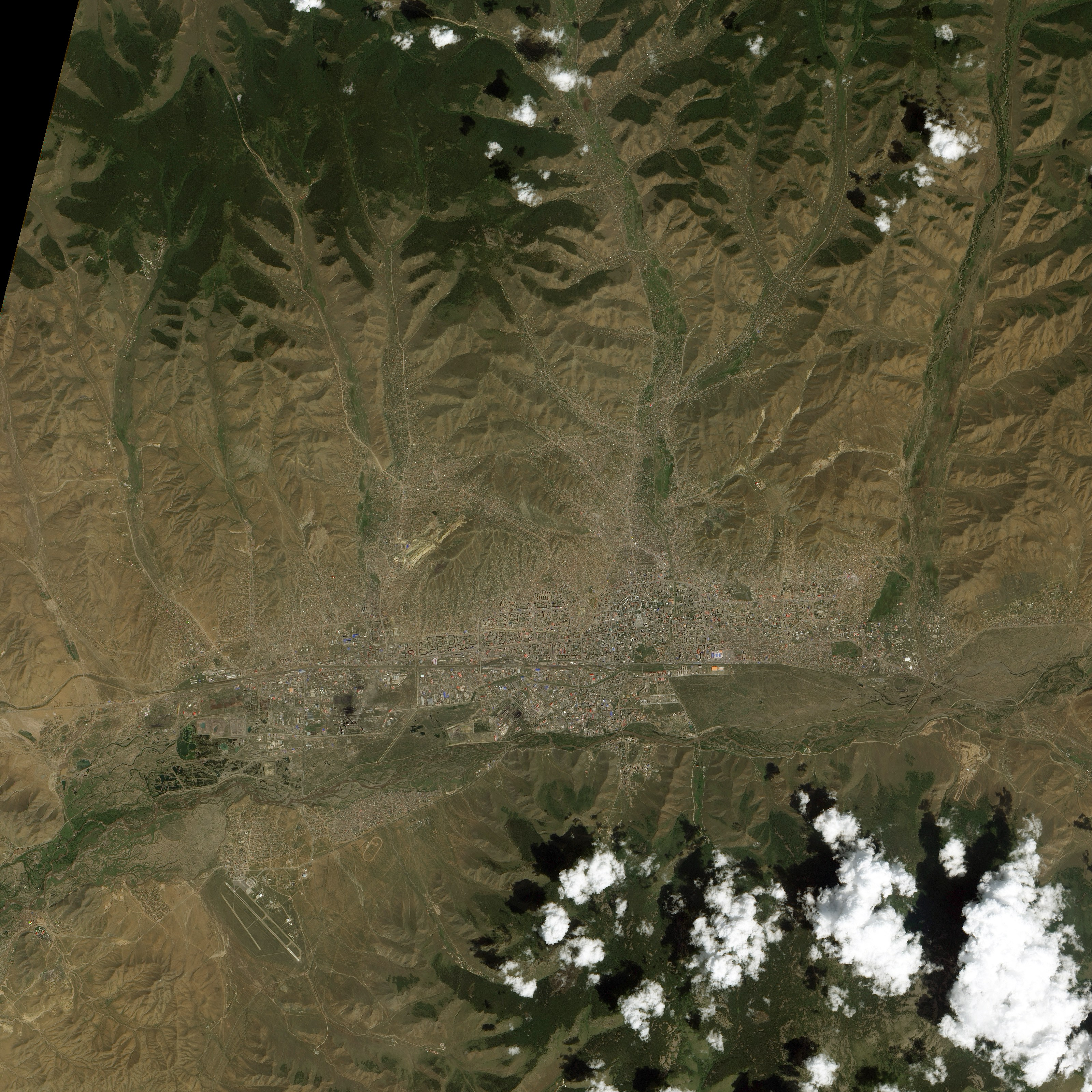
Ảnh vệ tinh thành phố (vệ tinh EO-1, 23/07/2009)

Ulan Bator là một thủ đô có vị trí biệt lập, nằm ở độ cao 1.350 mét (4.430 ft) so với mực nước biển, hơi lệch về phía đông ở miền trung Mông Cổ và nằm bên sông Tuul, một phụ lưu của sông Selenge, thuộc một thung lũng nằm tại chân núi Bogd Khan. Bogd Khan Uul là một ngọn núi rộng, được phủ bởi rừng rậm rộng 2.250 mét (7.380 ft) về phía nam của Ulaanbaatar. Nó tạo thành ranh giới giữa vùng thảo nguyên ở phía nam và vùng thảo nguyên rừng ở phía bắc. Đây cũng là một trong những khu bảo tồn lâu đời nhất trên thế giới, được pháp luật bảo vệ từ thế kỷ 18. Các khu rừng của những ngọn núi xung quanh Ulaanbaatar bao gồm những cây thông thường xanh, những cây bạch dương và cây rụng lá, trong khi khu rừng ven sông của sông Tuul bao gồm những cây dương, lá rụng và cây liễu. Như một điểm tham chiếu, Ulaanbaatar nằm trên cùng một vĩ độ với Viên, Munich, Orléans và Seattle. Nó nằm trên cùng một kinh độ như Trùng Khánh, Hà Nội và Jakarta. 

### Khí hậu
Do tọa lạc trên độ cao lớn, vĩ độ tương đối cao và nằm rất sâu trong nội địa (cách bờ biển hàng trăm kilômét), cùng với ảnh hưởng của áp cao Siberia, Ulan Bator là thủ đô lạnh nhất trên thế giới, với một khí hậu bán khô hạn lạnh, chịu ảnh hưởng của gió mùa (Köppen BSk) và gần với ranh giới của kiểu khí hậu cận Bắc cực (Dwc) và khí hậu lục địa ẩm (Dwb).
Thành phố có đặc điểm là mùa hè ngắn ngủi, ấm áp và mùa đông lạnh kéo dài, băng giá và khô. Nhiệt độ tháng 1 là lạnh nhất, thường là vào thời điểm ngay trước khi mặt trời mọc, nằm trong khoảng từ −36 đến −40 °C (−32,8 đến −40,0 °F) và không có gió, do nhiệt độ đảo ngược. Hầu hết lượng mưa giáng thủy hàng năm là 267 milimét (10,51 in) tập trung từ tháng 5 đến tháng 9. Lượng mưa lớn nhất được ghi nhận trong thành phố là 659 mm hoặc 25,94 inch tại Đài quan sát thiên văn Khureltogoot trên núi Bogd Khan Uul. Ulaanbaatar có nhiệt độ trung bình hàng năm −0,4 °C hoặc 31,3 °F, khiến nó trở thành thủ đô lạnh nhất thế giới (lạnh như Nuuk ở Greenland, nhưng Greenland không phải là 1 quốc gia độc lập). Tuy nhiên, Nuuk lại có khí hậu đặc trưng của vùng lãnh nguyên với nhiệt độ lạnh trong suốt cả năm trong khi nhiệt độ trung bình hàng năm của Ulaanbaatar bị hạ rất thấp chủ yếu do nhiệt độ mùa đông cực kỳ thấp trong khi thành phố lại ấm áp đáng kể từ cuối tháng Tư đến đầu tháng Mười.
Thành phố nằm trong khu vực tầng đất đóng băng vĩnh cửu theo mùa, điều đó có nghĩa là các tòa nhà tại đây gặp khó khăn để phòng tránh các tác động xấu khi lớp băng này tan đi vào mùa hè, nhưng dễ dàng hơn đối với những nơi tiếp xúc nhiều hơn với đất tan hoàn toàn. Cư dân ngoại ô sống trong các yurt truyền thống không nhô vào đất. Nhiệt độ cực hạn trong thành phố dao động từ −42,2 °C (44,0 °F) vào tháng 1 và tháng 2 năm 1957 đến 39,0 °C (102,2 °F) vào tháng 7 năm 1988.
| Dữ liệu khí hậu của Ulaanbaatar         | Dữ liệu khí hậu của Ulaanbaatar | Dữ liệu khí hậu của Ulaanbaatar | Dữ liệu khí hậu của Ulaanbaatar | Dữ liệu khí hậu của Ulaanbaatar | Dữ liệu khí hậu của Ulaanbaatar | Dữ liệu khí hậu của Ulaanbaatar | Dữ liệu khí hậu của Ulaanbaatar | Dữ liệu khí hậu của Ulaanbaatar | Dữ liệu khí hậu của Ulaanbaatar | Dữ liệu khí hậu của Ulaanbaatar | Dữ liệu khí hậu của Ulaanbaatar | Dữ liệu khí hậu của Ulaanbaatar | Dữ liệu khí hậu của Ulaanbaatar |
| Tháng                                   | 1                               | 2                               | 3                               | 4                               | 5                               | 6                               | 7                               | 8                               | 9                               | 10                              | 11                              | 12                              | Năm                             |
| --------------------------------------- | ------------------------------- | ------------------------------- | ------------------------------- | ------------------------------- | ------------------------------- | ------------------------------- | ------------------------------- | ------------------------------- | ------------------------------- | ------------------------------- | ------------------------------- | ------------------------------- | ------------------------------- |
| Cao kỉ lục °C (°F)                      | −2.6 (27.3)                     | 11.3 (52.3)                     | 17.8 (64.0)                     | 28.0 (82.4)                     | 33.5 (92.3)                     | 38.3 (100.9)                    | 39.0 (102.2)                    | 34.9 (94.8)                     | 31.5 (88.7)                     | 22.5 (72.5)                     | 13.0 (55.4)                     | 6.1 (43.0)                      | 39.0 (102.2)                    |
| Trung bình ngày tối đa °C (°F)          | −15.6 (3.9)                     | −9.6 (14.7)                     | −0.7 (30.7)                     | 9.7 (49.5)                      | 17.8 (64.0)                     | 22.5 (72.5)                     | 24.5 (76.1)                     | 22.3 (72.1)                     | 16.7 (62.1)                     | 7.6 (45.7)                      | −5.0 (23.0)                     | −13.5 (7.7)                     | 6.4 (43.5)                      |
| Trung bình ngày °C (°F)                 | −21.6 (−6.9)                    | −16.6 (2.1)                     | −7.4 (18.7)                     | 2.0 (35.6)                      | 10.1 (50.2)                     | 15.7 (60.3)                     | 18.2 (64.8)                     | 16.0 (60.8)                     | 9.6 (49.3)                      | 0.5 (32.9)                      | −11.9 (10.6)                    | −19.0 (−2.2)                    | −0.4 (31.3)                     |
| Tối thiểu trung bình ngày °C (°F)       | −25.9 (−14.6)                   | −22.2 (−8.0)                    | −13.6 (7.5)                     | −4.3 (24.3)                     | 3.3 (37.9)                      | 9.6 (49.3)                      | 12.9 (55.2)                     | 10.6 (51.1)                     | 3.6 (38.5)                      | −4.8 (23.4)                     | −15.7 (3.7)                     | −22.9 (−9.2)                    | −5.8 (21.6)                     |
| Thấp kỉ lục °C (°F)                     | −42.2 (−44.0)                   | −42.2 (−44.0)                   | −38.9 (−38.0)                   | −26.1 (−15.0)                   | −16.1 (3.0)                     | −3.9 (25.0)                     | −0.2 (31.6)                     | −2.2 (28.0)                     | −13.4 (7.9)                     | −22.0 (−7.6)                    | −35.0 (−31.0)                   | −37.8 (−36.0)                   | −42.2 (−44.0)                   |
| Lượng Giáng thủy trung bình mm (inches) | 2 (0.1)                         | 3 (0.1)                         | 4 (0.2)                         | 10 (0.4)                        | 21 (0.8)                        | 46 (1.8)                        | 64 (2.5)                        | 70 (2.8)                        | 27 (1.1)                        | 10 (0.4)                        | 6 (0.2)                         | 4 (0.2)                         | 267 (10.5)                      |
| Số ngày mưa trung bình                  | 0.1                             | 0.03                            | 0.2                             | 2                               | 7                               | 13                              | 16                              | 14                              | 8                               | 2                               | 0.2                             | 0.2                             | 63                              |
| Số ngày tuyết rơi trung bình            | 8                               | 7                               | 7                               | 7                               | 3                               | 0.3                             | 0.2                             | 0.4                             | 2                               | 6                               | 8                               | 10                              | 59                              |
| Độ ẩm tương đối trung bình (%)          | 78                              | 73                              | 61                              | 48                              | 46                              | 54                              | 60                              | 63                              | 59                              | 60                              | 71                              | 78                              | 62                              |
| Số giờ nắng trung bình tháng            | 179.1                           | 204.8                           | 265.2                           | 262.5                           | 299.3                           | 269.0                           | 249.3                           | 258.3                           | 245.7                           | 227.5                           | 177.4                           | 156.4                           | 2.791,5                         |
| Nguồn 1: Pogoda.ru.net                  |                                 |                                 |                                 |                                 |                                 |                                 |                                 |                                 |                                 |                                 |                                 |                                 |                                 |
| Nguồn 2: NOAA                           |                                 |                                 |                                 |                                 |                                 |                                 |                                 |                                 |                                 |                                 |                                 |                                 |                                 |

## Toàn cảnh
Bản mẫu:Wideimage

## Hành chính

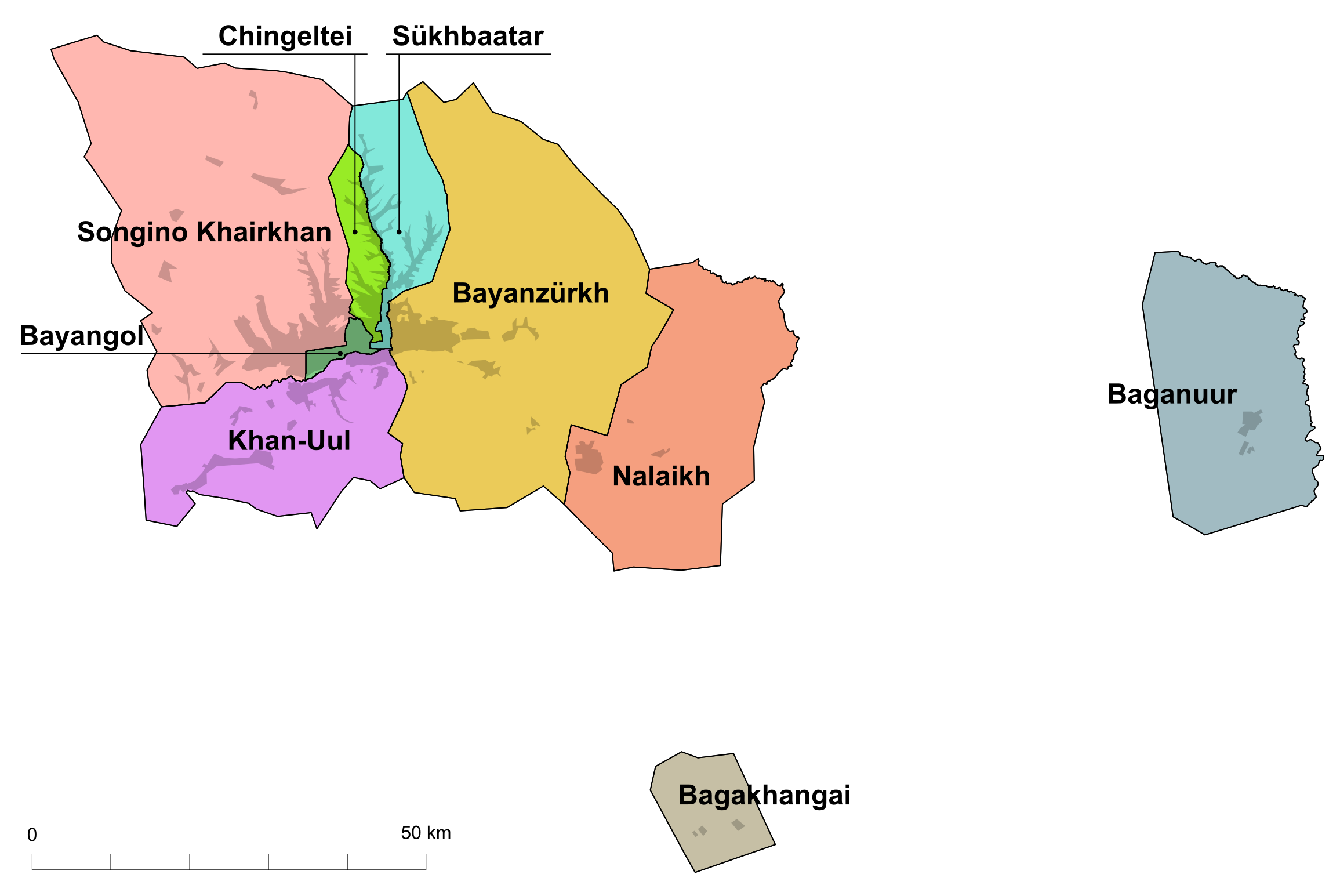
Bản đồ các khu vực của Ulaanbaatar

Ulaanbaatar được chia thành chín quận (Düüregs): Baganuur, Bagakhangai, Bayangol, Bayanzürkh, Chingeltei, Khan Uul, Nalaikh, Songino Khairkhan, và Sükhbaatar. Mỗi quận được chia tiếp thành các Khoroo, tổng cộng có 121 khoroo.
Hội đồng thành phố (Đại biểu Nhân dân Hural) với bốn mươi thành viên, được bầu với nhiệm kì bốn năm. Hồi đồng thành phố lựa chọn Thị trưởng. Khi người tiền nhiệm trở thành thủ tướng vào tháng 1 năm 2006, Gombosuren Monkhbayar đã được bầu làm thị trưởng. Ulan Bator được quản lý độc lập và không phụ thuộc vào tỉnh Töv bao quanh.
Thành phố có một khu trung tâm có các kiến trúc Xô viết thập niên 1940 và 1950, bao quanh là các tòa nhà ở cao tầng bằng bê tông cùng các khu yurt lớn. Trong những nằm gần đây, tầng trệt tại nhiều khu nhà cao tầng đã được cải tạo, sửa chữa thành các cửa hàng nhỏ, và nhiều tòa nhà mới cũng đã mọc lên một cách bất hợp pháp, vì một số công ty tư nhân dựng lên các tòa nhà mà không có giấy phép hợp pháp ở những nơi bị cấm xây.

## Kinh tế
Là trung tâm công nghiệp chính của Mông Cổ, Ulaanbaatar sản xuất nhiều loại hàng tiêu dùng và chịu trách nhiệm cho khoảng hai phần ba tổng sản phẩm quốc nội (GDP) của Mông Cổ.
Sự chuyển đổi sang nền kinh tế thị trường vào năm 1990, dẫn đến sự chuyển dịch sang các ngành dịch vụ chiếm 43% GDP của thành phố, cùng với tốc độ đô thị hóa và dân số tăng nhanh cho đến nay có tương quan với sự gia tăng GDP.
Khai thác chiếm đóng góp lớn thứ hai vào GDP của Ulaanbaatar ở mức 25%. Phía bắc thành phố là một số mỏ vàng, bao gồm Mỏ vàng Boroo và đầu tư nước ngoài vào lĩnh vực này đã cho phép tăng trưởng và phát triển. Tuy nhiên, trong bối cảnh GDP giảm đáng kể trong cuộc khủng hoảng tài chính toàn cầu 2007-2008, do nhu cầu xuất khẩu khai thác giảm, đã có sự chuyển động theo hướng đa dạng hóa nền kinh tế.

## Tôn giáo
Tôn giáo chính của Ulaanbaatar là Phật giáo, thể hiện qua số lượng lớn những công trình chùa và tu viện trong thành phố. Thành phố này cũng là nơi diễn ra tuần hoàn truyền giáo của Công giáo La Mã cho tất cả (bên ngoài) Mông Cổ. Tòa thánh tông đồ là Nhà thờ Thánh Phêrô và Phaolô, được thánh hiến vào năm 2003 bởi Đức Hồng y Crescenzio Sepe.

## Thắng cảnh

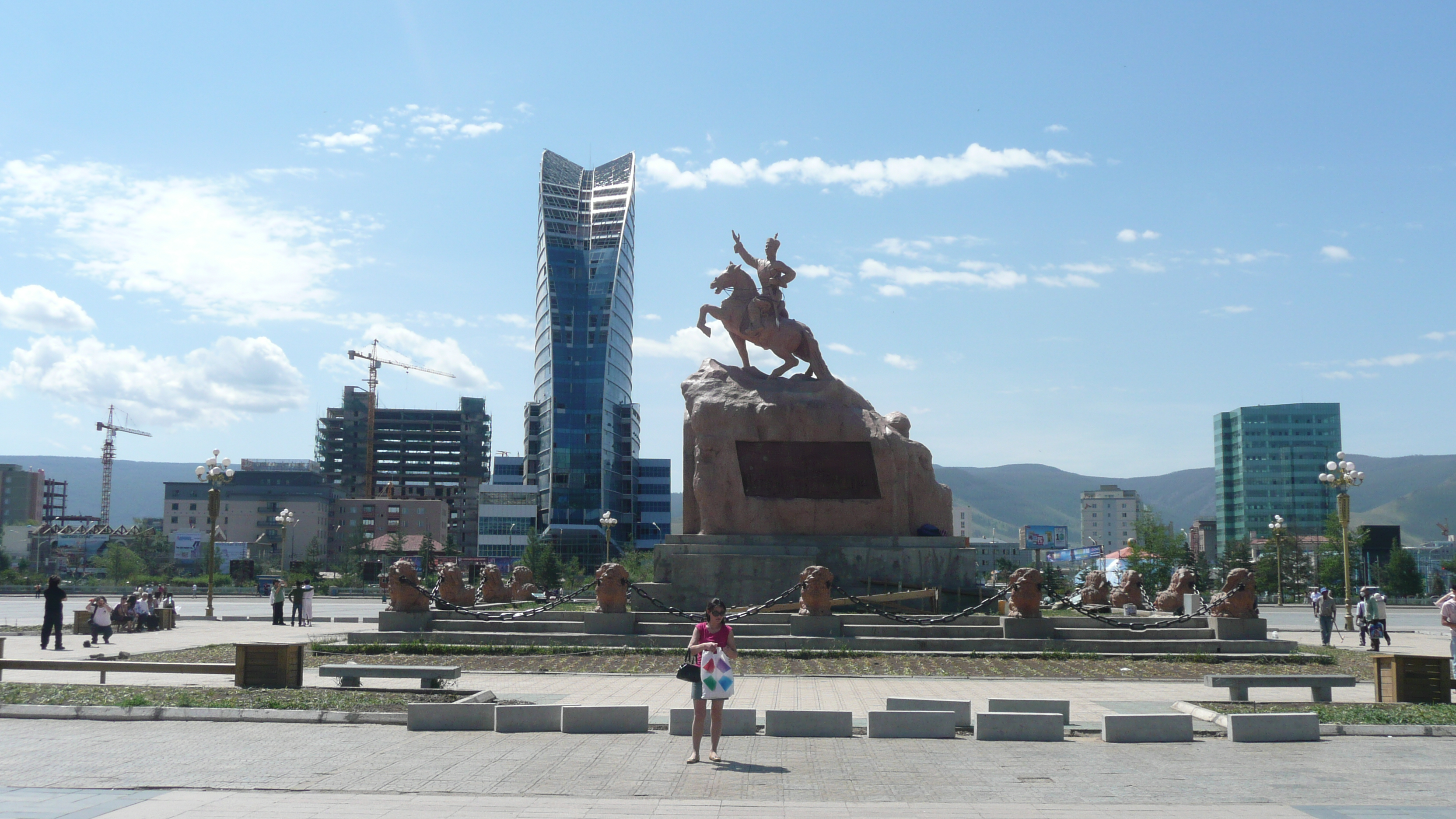
Quảng trường Sukhbaatar

Ulaanbaatar chưa từng bị cuộc chiến nào gây ảnh hưởng đến ngoại trừ trong trận Urga diễn ra vào tháng 2 năm 1921 khi Baron Ungern von Sternberg đè bẹp 10.000 quân đồn trú người Hán lúc đó đang chiếm giữ thành phố. Tuy vậy, trận Urga cũng chủ yếu diễn ra khu vực ngoại vi thành phố và thiệt hại phần lớn là do hỏa hoạn. Tuy nhiên, dưới chế độ hà khắc của thủ tướng Khorloogiin Choibalsan, gần như toàn bộ thành phố đã bị phá hủy vào năm 1937. Trong đó khu phức hợp đền-chùa trung tâm Zuun Khuree, nơi cư ngụ của giới quý tộc, nhiều khu vực ger (nhà truyền thống) cũng như các khu chợ chính đã bị phá hủy hoàn toàn để mở đường cho việc xây dựng các toàn nhà hiện đại hơn. Do vậy hiện Ulan Bator chỉ còn lại một vài công trình từ trước 1937.
Các công trình kiến trúc trước năm 1937 gồm có: Tu viện Dambadarjaalin tại quận Sukhbaatar (xây từ năm 1765), các nhà nguyện yurt lớn của Tu viện Dashchoilin (hình thành từ năm 1778), chùa Gandantegchinlen mạ vàng của Tu viện Gandan hay còn được gọi là Tsogchin dugan (từ năm 1838), chùa Vajradhara (1841), chùa Zuu (1869), chùa Didan Laviran (thế kỉ 19), tòa nhà Lãnh sự quán Nga được phục hồi (được xây lần đầu năm 1863), chùa Erdem Itgemjit (năm 1893) tại Cung điện Mùa Đông của Bogd Khan (Bác Khắc Đạt Hãn), phần còn lại của các công trình như Cung điện (1893–1906), Bảo tàng Lịch sử Ulaanbaatar nguyên là tư gia của một thương gia Buryat tên là Tsogt Badamjav (từ năm 1904), kiến trúc Bảo tàng Nghệ thuật Zanabazar trước đây được gọi là Ondor Khorshoo (1905), trụ sở hai tầng xây bằng gạch của công ty khai mỏ "Mongolore" (năm 1905), chùa Megjid Janraisig (1913–1914) nguyên là nơi ở của Chin Wang Khanddorj, một quý tộc có ảnh hưởng và là một chính trị gia trong những năm đầu Mông Cổ độc lập (1913); tòa nhà có điện thoại đầu tiên là nơi mà đội hợp xướng Chính Thống giáo Nga từng ở (1914), bảo tàng Marshal Zhukov và một số công trình khác. Tòa nhà Học viện Giáo dục vốn là trụ sở chính quyền được xây từ năm 1930. Nơi sinh sống của Thủ tướng được xây vào năm 1930.
Thành phố cũng có nhiều bảo tàng khác, hai trong số những bảo tàng nổi bật là Bảo tàng Quốc gia Mông Cổ và Bảo tàng Mỹ thuật Zanabazar. Điểm đến phổ biến cho các chuyến đi trong ngày là Công viên Quốc gia Gorkhi-Terelj, tàn tích tu viện Manzushir trên sườn phía nam của Bogd Khan Uul và Tượng cưỡi ngựa của Thành Cát Tư Hãn.
Sách hướng dẫn du lịch chính thống thường giới thiệu Tu viện Gandantegchinlen với tượng Janraisig lớn, quần thể tượng đài xã hội chủ nghĩa tại Đài tưởng niệm Zaisan với tầm nhìn tuyệt đẹp ra thành phố, Cung điện Mùa đông của Bogd Khan, Quảng trường Sükhbaatar và tu viện Lạt-ma Choijin nằm gần đó.
Các khu mua sắm quan trọng bao gồm Đại lộ Microdistrict thứ 3 (gọi đơn giản là Khoroolol hoặc "Quận"), Đại lộ Hòa bình xung quanh Cửa hàng bách hóa Nhà nước (gọi đơn giản là Ikh Delguur hoặc "Cửa hàng lớn") và khu vực "Chợ đen" của Narantuul (gọi đơn giản là Zakh hoặc "thị trường").
Ulaanbaatar hiện có ba rạp chiếu phim lớn, một khu nghỉ mát trượt tuyết hiện đại, hai sân vận động trong nhà lớn, một số cửa hàng bách hóa lớn và một công viên giải trí lớn. Các địa điểm ẩm thực, vui chơi và giải trí đang tăng đều đặn về chủng loại. KFC, Round Table Pizza, Cinnabon, Louis Vuitton, Ramada và Kempinski đã mở chi nhánh tại các địa điểm quan trọng.
Một tòa tháp cao 309 mét (1.014 feet) được gọi là Tháp Morin Khuur (Tháp Horsehead Fiddle) được lên kế hoạch xây dựng bên cạnh Sân vận động Trung tâm. Nó dự kiến kết thúc vào năm 2018 và Tháp Mak cao 41 tầng đang được xây dựng bởi "Công trình và Kỹ thuật Lotte" của Hàn Quốc.

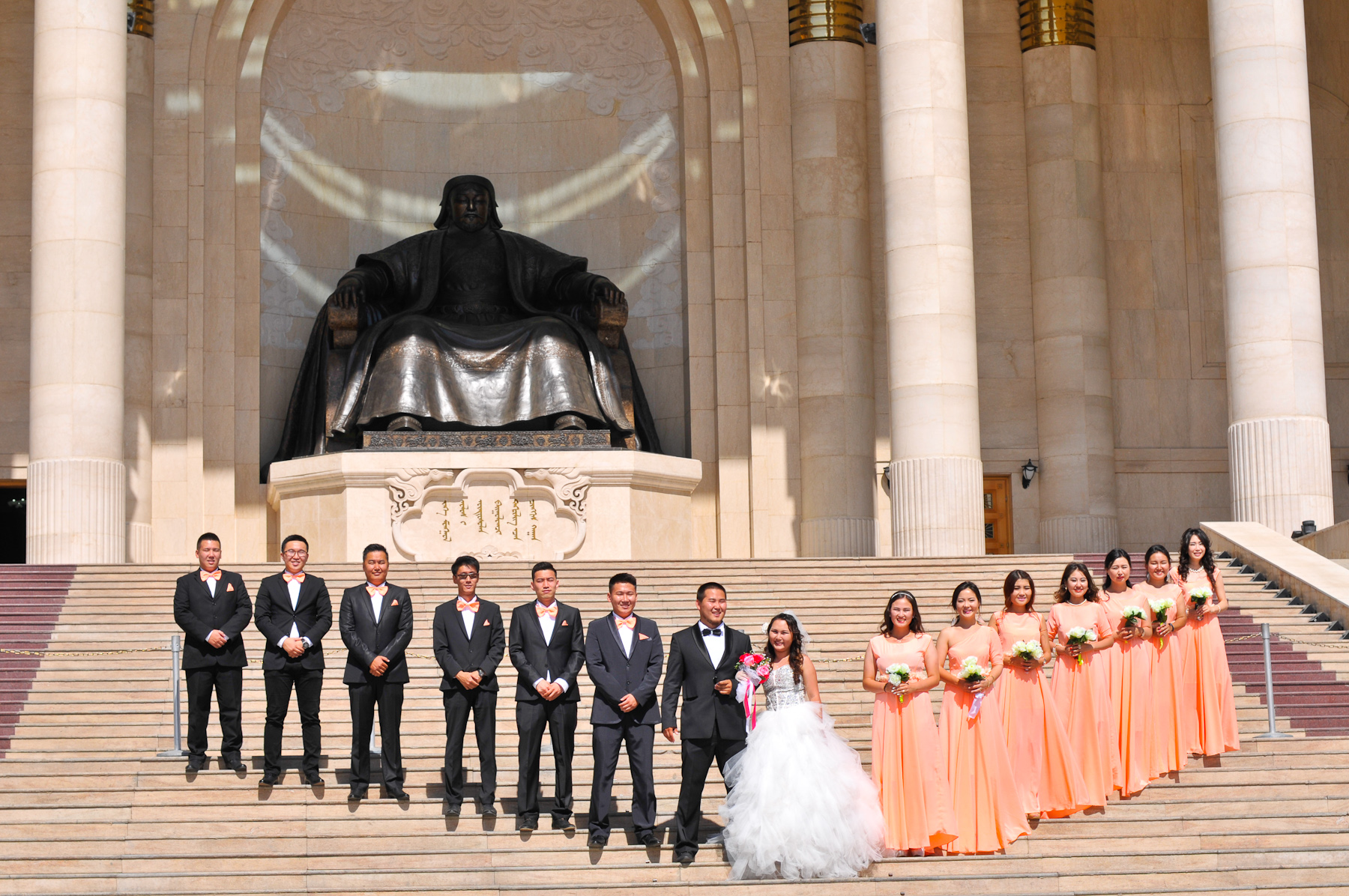
Một đám cưới ở quảng trường Sükhbaatar.
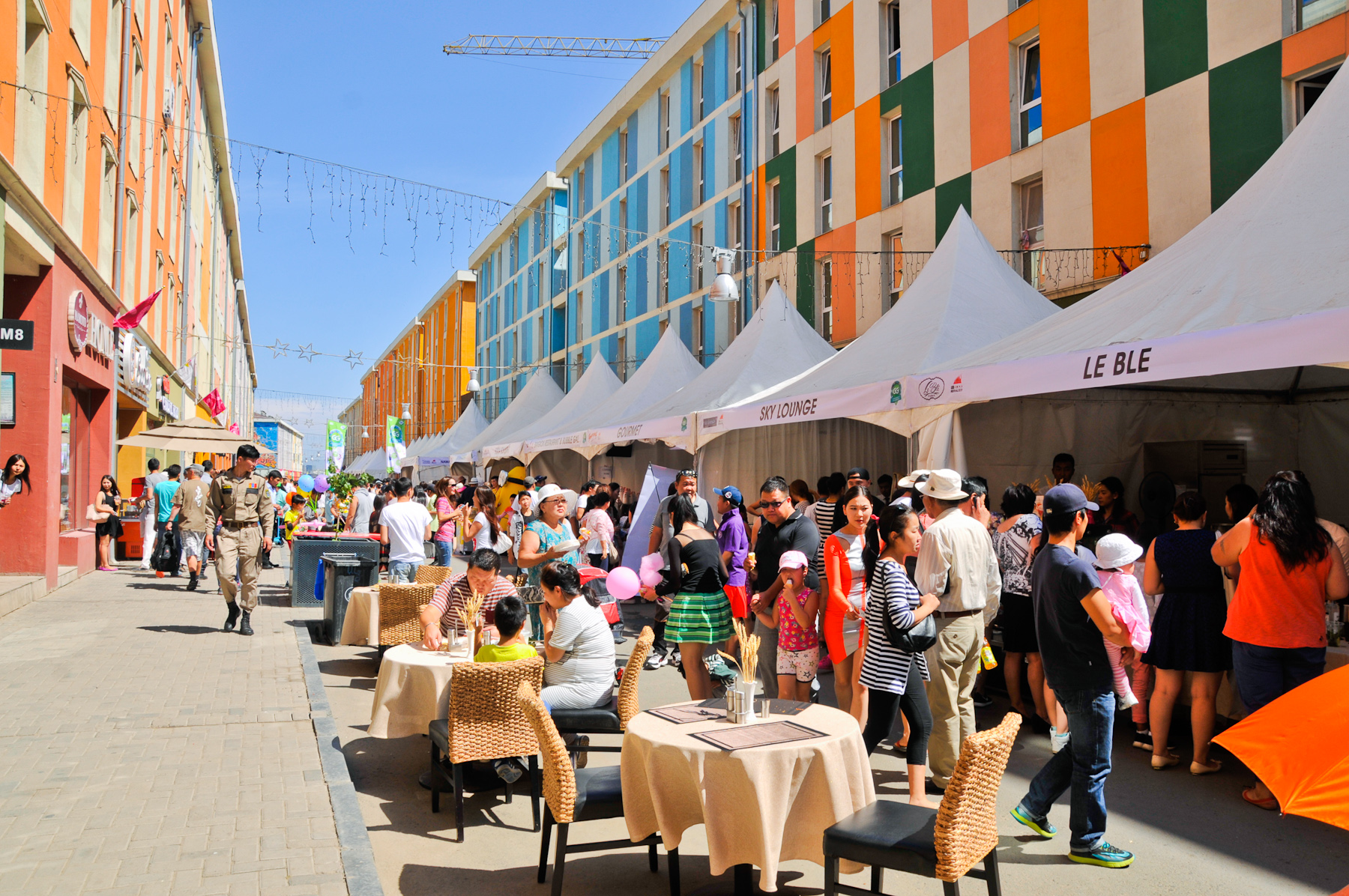
Lễ hội Ẩm thực Quốc tế được tổ chức hàng năm ở Ulaanbaatar vào tháng 9.
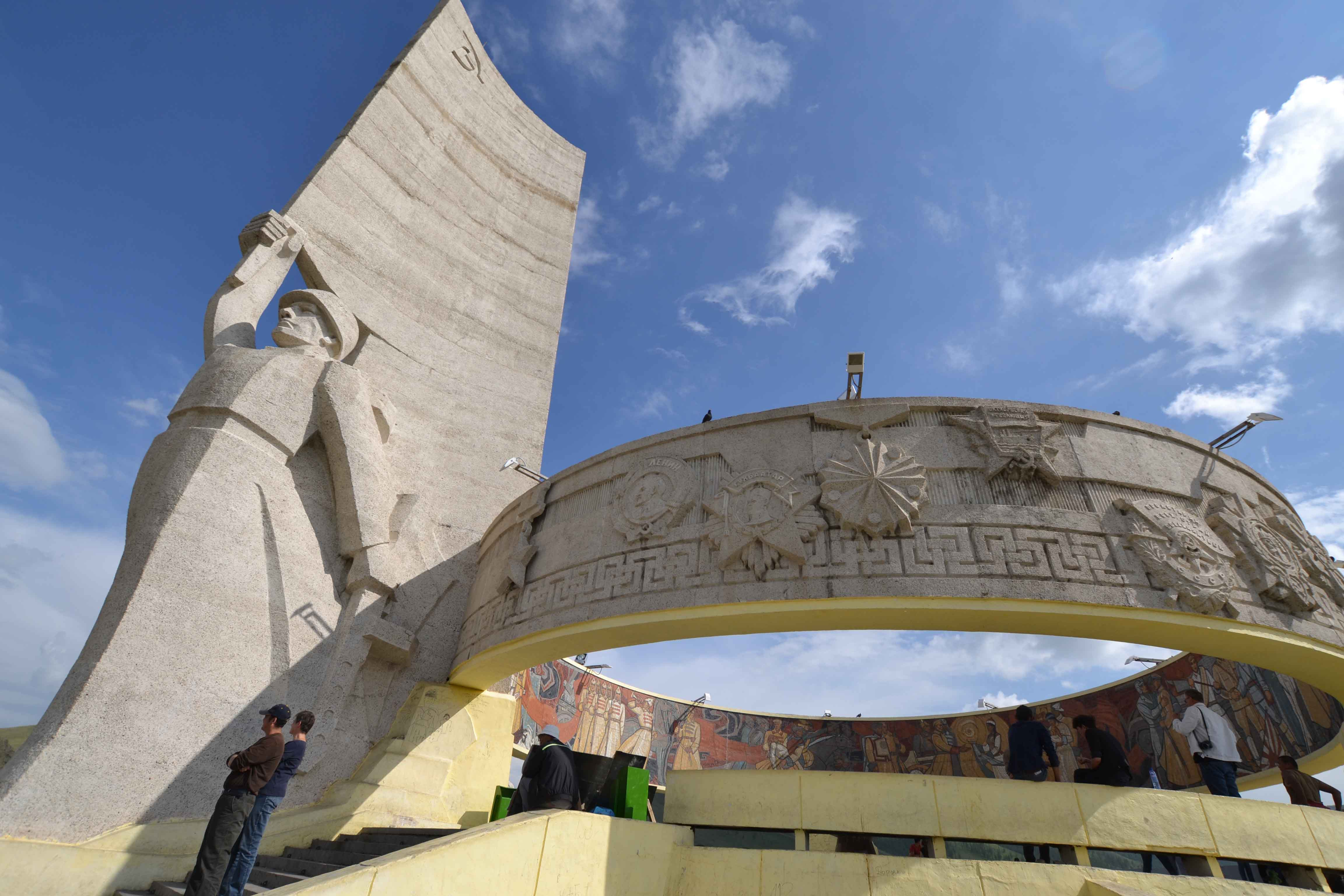
Đài tưởng niệm Zaisan dành riêng cho người anh hùng chiến tranh Nga và Mông Cổ.
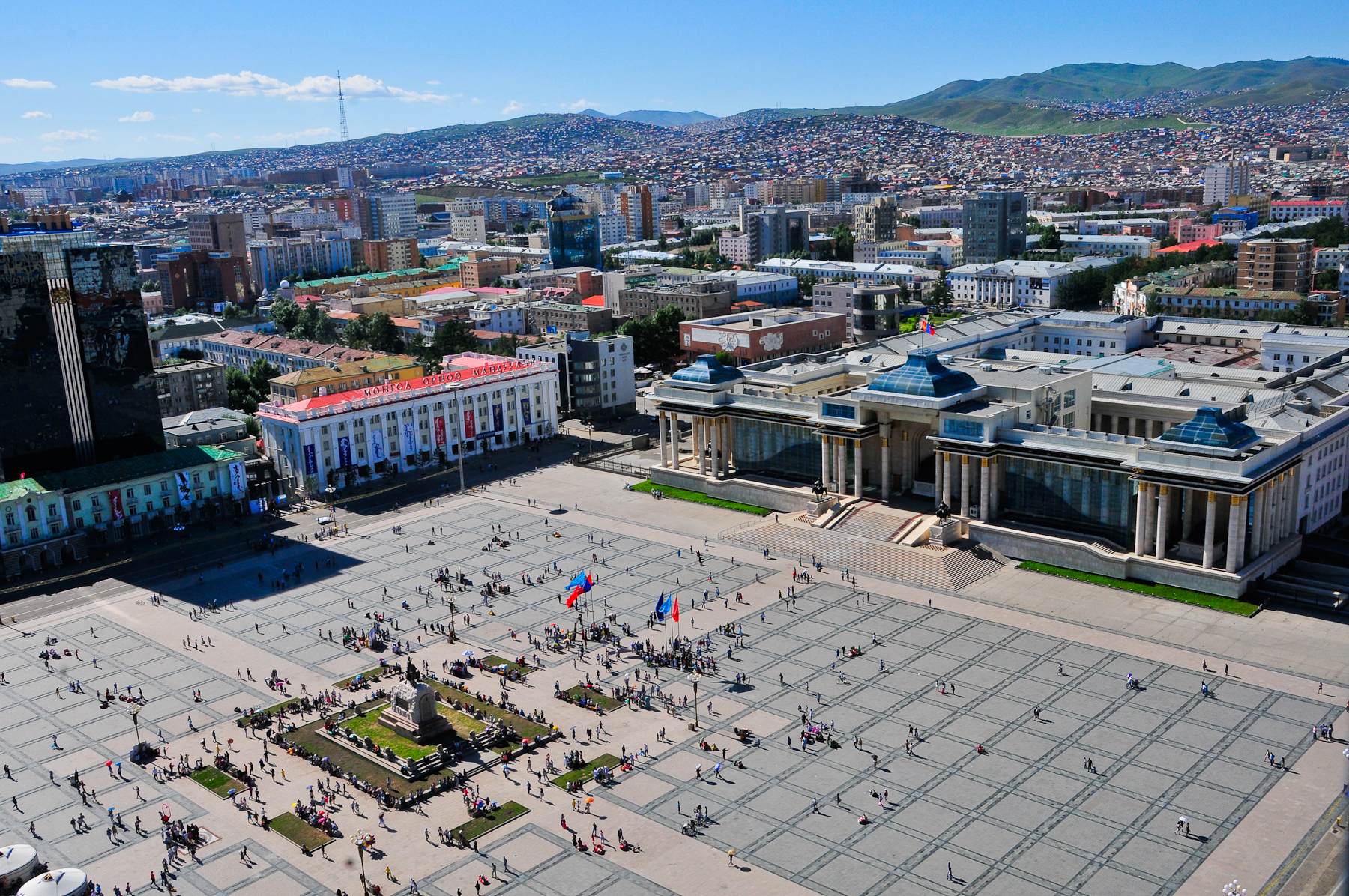
Quảng trường Sükhbaatar và Tòa nhà Quốc hội Mông Cổ.
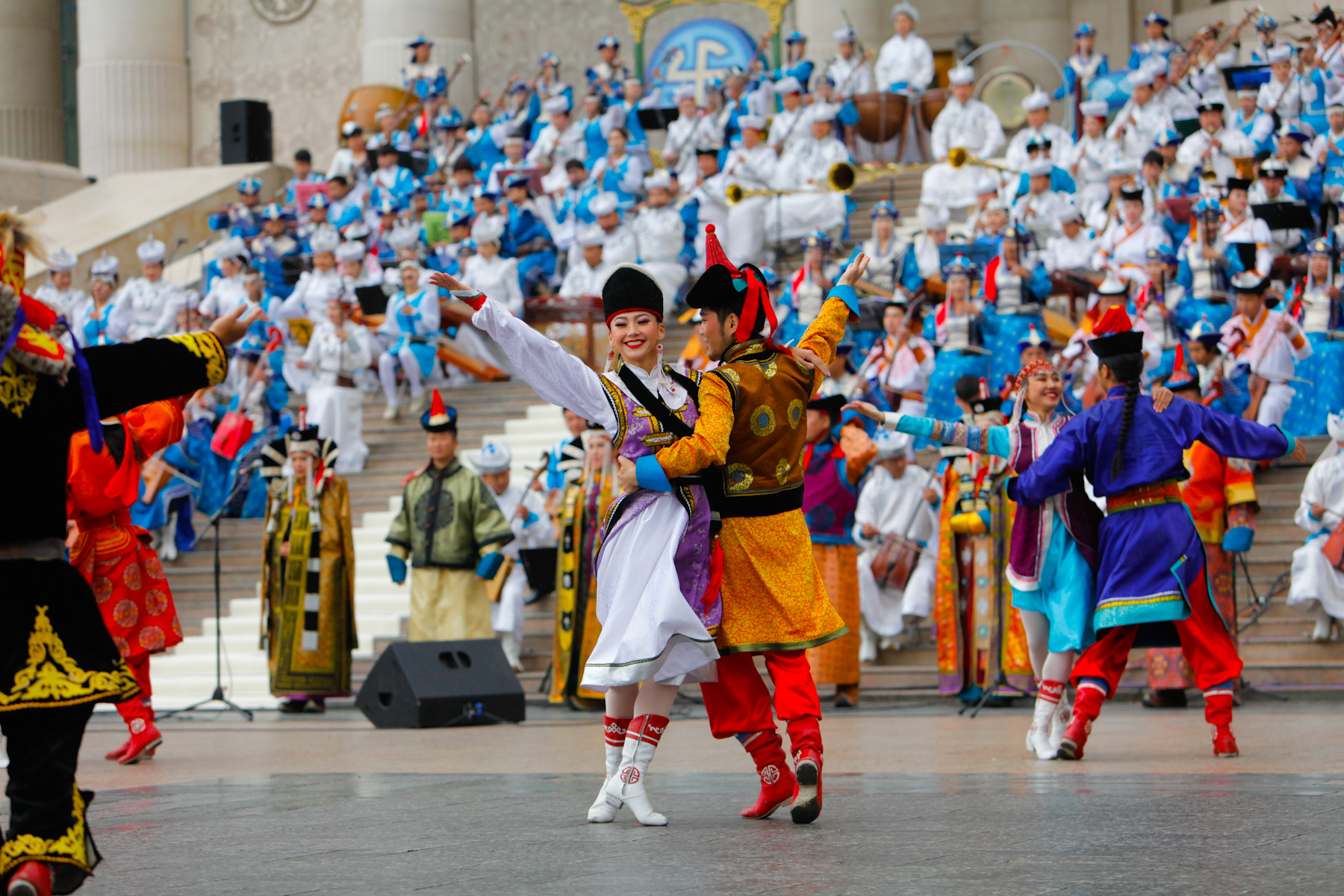
Lễ hội Naadam diễn ra thường niên ở thành phố
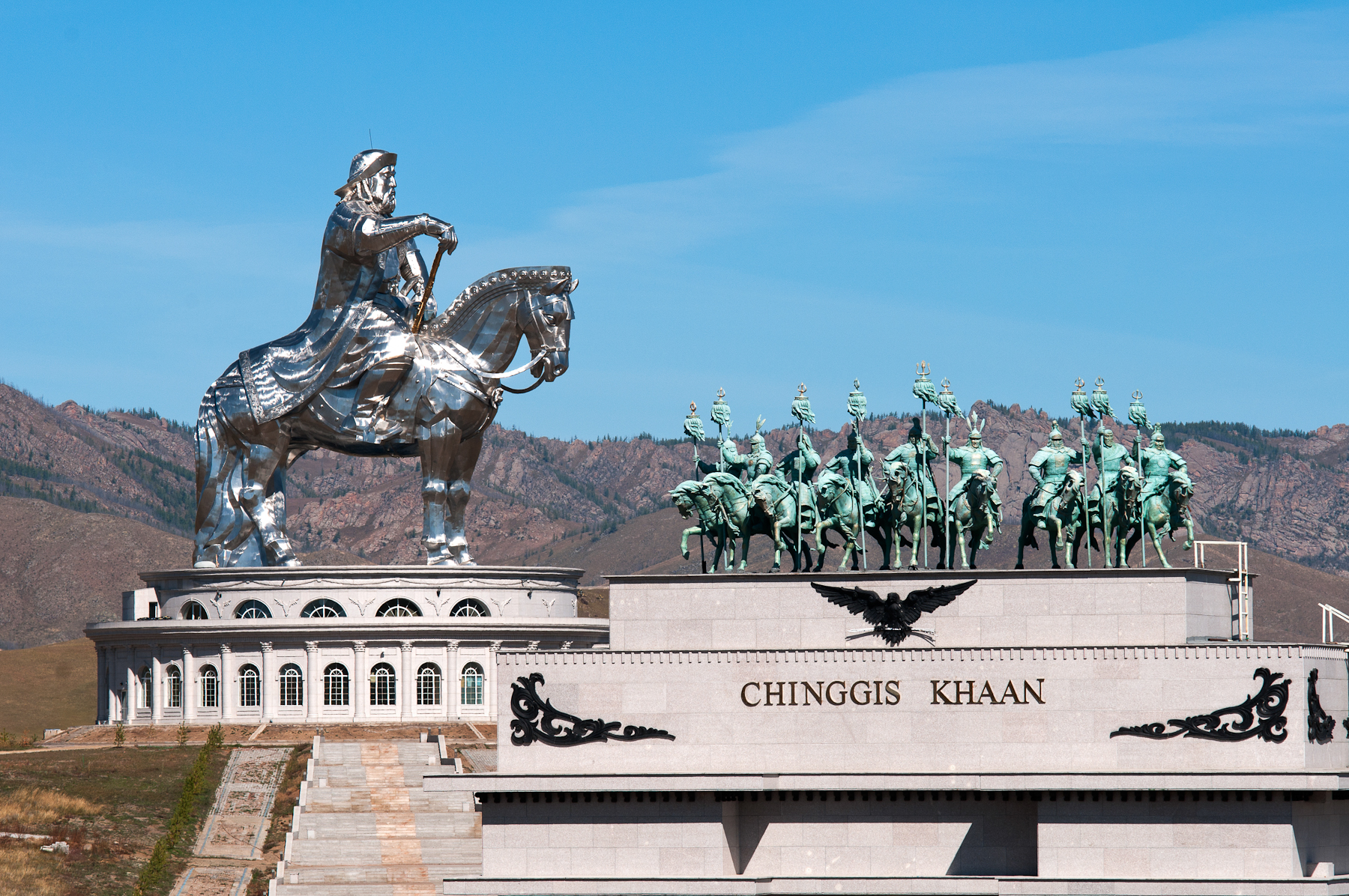
Tượng Thành Cát Tư hãn
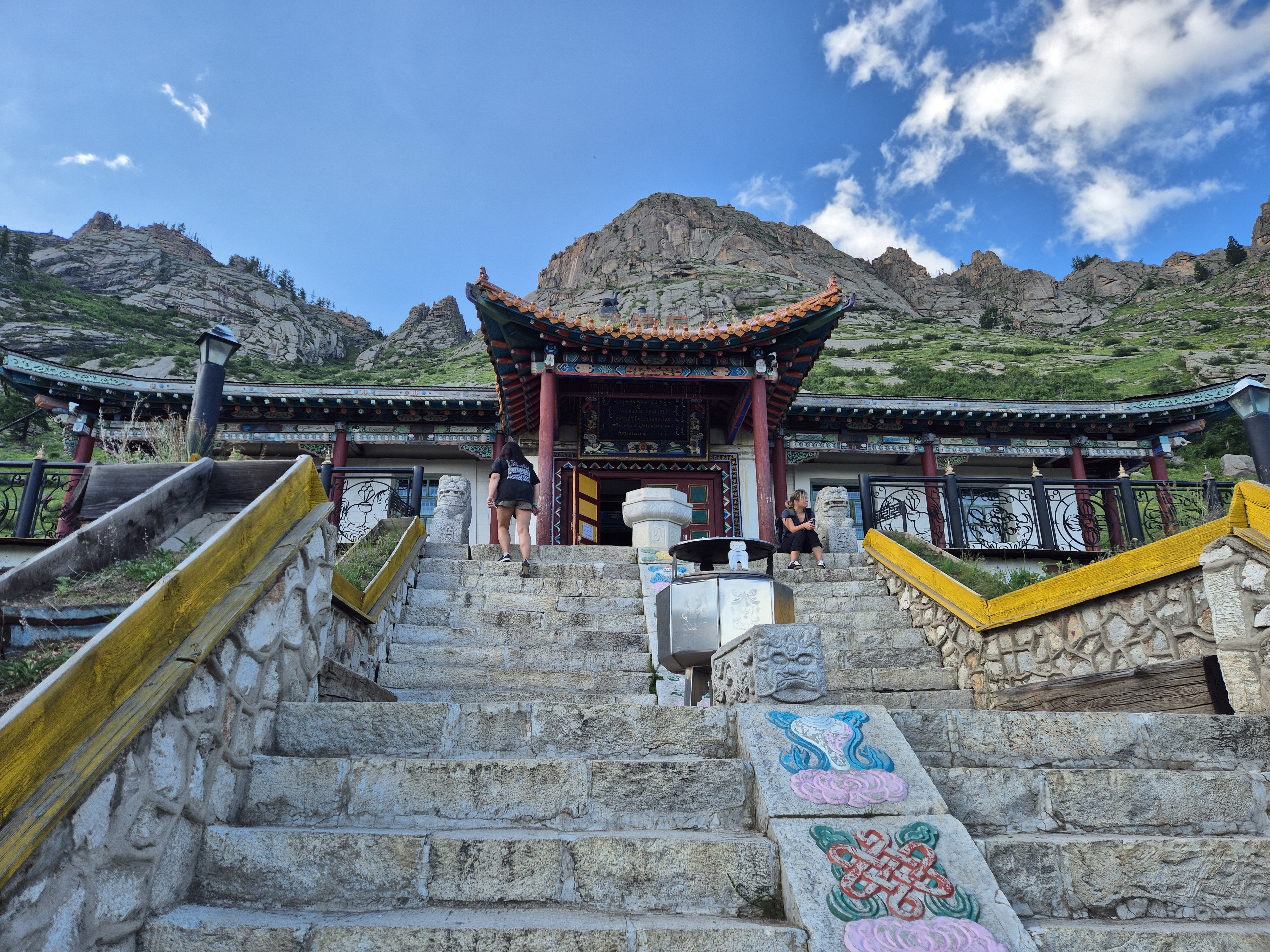
Trung tâm thiền Aryabal tại Vườn quốc gia Gorkhi-Terelj.
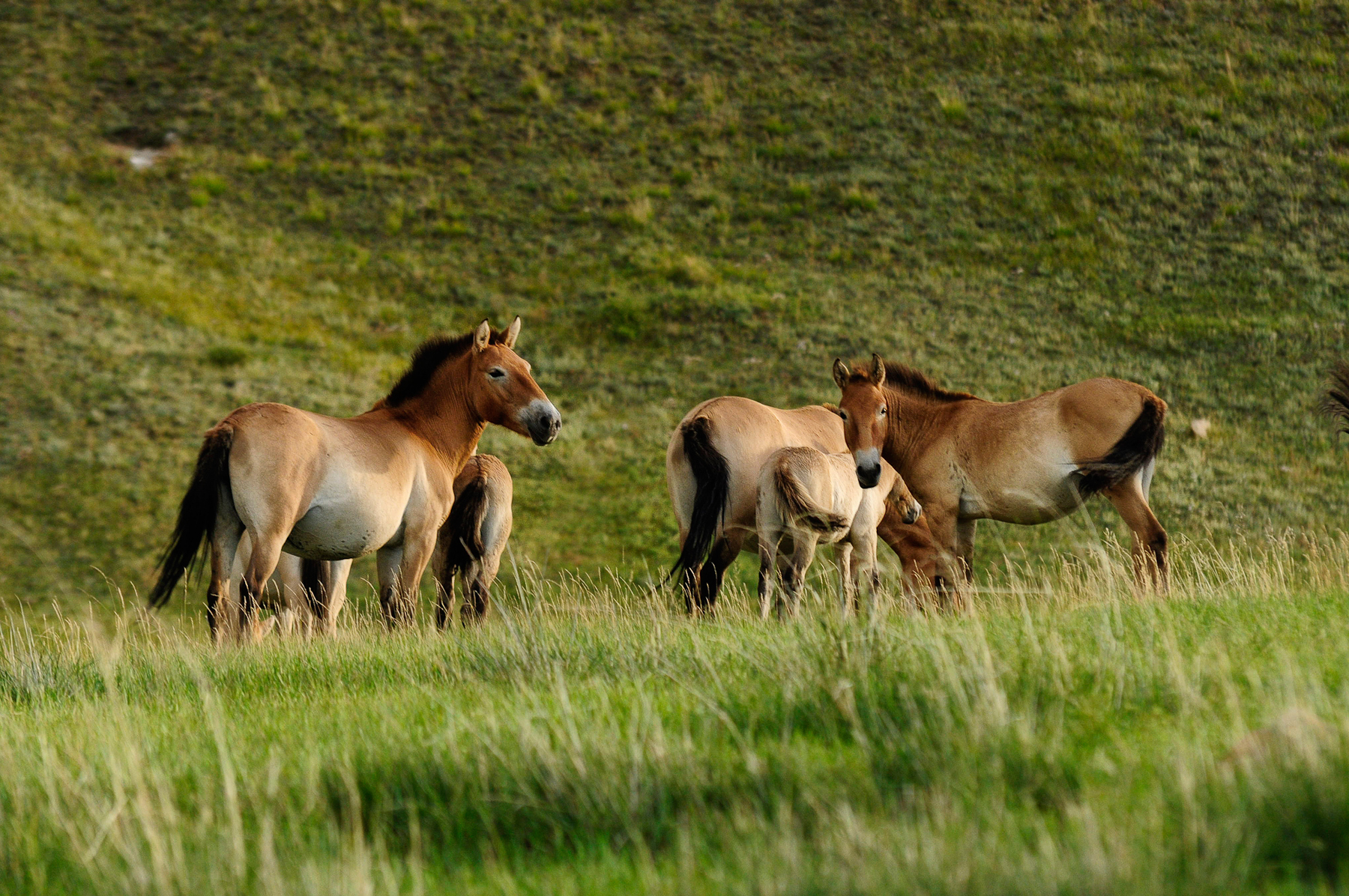
Vườn quốc gia Nuruu Khustain, quê hương của loài ngựa hoang Mông Cổ, chỉ cách 90 km (56 dặm) về phía tây của Ulaanbaatar.

### Tu viện
Trong số các tu viện cổ nổi tiếng có Tu viện Lạt-ma Choijin (Hưng Nhân Lạt-ma tự), một tu viện Phật giáo được hoàn tất việc xây dựng vào năm 1908. Nó đã tránh được số phận bị phá hủy giống như các tu viện Phật giáo khác khi được chính quyền cộng sản chuyển thành một bảo tàng năm vào năm 1942. Tu viện nổi tiếng khác là Tu viện Gandan (Cam Đan tự), được xây dựng từ thế kỷ 19. Điểm thu hút chính của tu viện là một tượng Quán Thế Âm cao 26,5 mét. Các tu viện này là một trong số rất ít các công trình tôn giáo tại Mông Cổ thoát khỏi việc bị phá hủy dưới thời Khorloogiin Choibalsan.

### Cung điện Mùa đông

Một trong các cổng của Cung điện Mùa Đông

Ikh Khüree trước đây đã có một số cung điện và các dinh thự của giới quý tộc trong một khu vực được gọi là Öndgiin sürgiin nutag. Jebtsundamba Khutughtu, người sau này kế nhiệm Bogd Khan (Bác Khắc Đạt Hãn), có tới bốn dinh thự hoàng gia, nằm giữa Trung tâm (Dund gol) và sông Tuul. Cung điện Mùa hè được gọi là Erdmiin dalai buyan chuulgan süm hay Bogd khaanii serüün ord. Các dinh thự khác là Bạch dinh (Tsagaan süm hay Gьngaa dejidlin), và Dinh Pandelin (cũng được gọi là süm Naro Kha Chod), nằm ở bờ tả của sông Tuul. Một số dinh thự cũng được sử dụng cho mục đích tôn giáo. Cung điện duy nhất còn lại đến ngày nay là Cung điện Mùa đông. Cung điện Mùa đông của Bogd Khan (Bogd khaanii nogoon süm hay Bogd khaanii öwliin ordon) hiện là một bảo tàng về vị hãn Mông Cổ cuối cùng. Khu phức hợp này bao gồm sáu ngôi chùa, nhiều đồ vật do Bogd Khan (Bác Khắc Đạt Hãn) và hoàng hậu của ông sở hữu được trưng bày tại khu nhà chính.

### Bảo tàng

Vương tọa do hoàng đế Khang Hi ban cho Zanabazar (La Bố Tạng Vượng Bố Trát Mộc Tát), sau này được Jebtsundamba Khutuktu (Triết Bố Tôn Đan Ba Hô Đồ Khắc Đồ) sử dụng tại Urga

Ulaanbaatar có một số bảo tàng chuyên về lịch sử và văn hóa Mông Cổ. Bảo tàng Lịch sử Tự nhiên có một số hóa thạch khủng long và thiên thạch được tìm thấy tại Mông Cổ. Bảo tàng Lịch sử Quốc gia Mông Cổ có các hiện vật từ thời tiền sử cho đến thời đế quốc Mông Cổ và thời kì hiện đại. Bảo tàng Mĩ thuật Zanabazar có một bộ sưu tập lớn về nghệ thuật Mông Cổ, bao gồm các tác phẩm của nhà điêu khắc/họa sĩ Zanabazar từ thế kỉ 17, xũng như bức họa nổi tiếng nhất, Một ngày tại Mông Cổ của B. Sharav.
Các hiện vật trước năm 1778 chưa từng rời khỏi thành phố từ khi chúng được phát hiện bao gồm tượng Chấp Kim Cương Thần (Vajradhara) do chính Zanabazar (La Bố Tạng Vượng Bố Trát Mộc Tát) tạo nên vào năm 1683, một vương tọa lộng lẫy do hoàng đế Khang Hi tặng cho Zanabazar (trước năm 1723), một chiếc mũ làm bằng gỗ đàn hương do Đạt-lai Lạt-ma tặng cho Zanabazar (khoảng năm 1663), Bộ áo choàng lớn bằng lông thú của Zanabazar do hoàng đế Khang Hi nhà Thanh tặng và một con số lớn các bức tượng do chính Zanabazar tạo ra.
Bộ sưu tập của Bảo tàng Quân đội Mông Cổ bao gồm hai phòng triển lãm thường trực, trưng bày lịch sử chiến tranh của đất nước từ thời tiền sử đến thời kỳ hiện đại. Trong hội trường đầu tiên, người ta có thể thấy nhiều công cụ và vũ khí khác nhau từ thời đại Cổ sinh đến thời của đế chế Manchu. Phòng triển lãm lịch sử hiện đại trưng bày lịch sử của quân đội Mông Cổ, bắt đầu từ thời kỳ Bogd Khan (1911-24) cho đến khi quân đội gần đây của Mông Cổ tham gia vào các hoạt động gìn giữ hòa bình.
Mặc dù tình trạng của tòa nhà rất thảm khốc, Bảo tàng Tưởng niệm Nạn nhân Chính trị Nạn nhân kể về một trong những lịch sử bi thảm nhất của thế kỷ 20 của Mông Cổ. Nó được dành riêng cho những người rơi vào cuộc thanh trừng chính trị đã cướp đi mạng sống của hơn 32.000 chính khách, người chăn gia súc, học giả, chính trị gia và Lạt ma.
Bảo tàng của thành phố cung cấp một cái nhìn về lịch sử của Ulaanbaatar thông qua các bản đồ và hình ảnh cũ. Vật phẩm thú vị nhất là một bức tranh khổng lồ của thủ đô khi nó nhìn vào năm 1912 cho thấy các địa danh chính như Tu viện Gandan và Cung điện Mùa đông của Khan Khan. Một phần của bảo tàng dành riêng cho các triển lãm ảnh đặc biệt thay đổi thường xuyên. Bảo tàng Lịch sử Đường sắt Mông Cổ là một bảo tàng ngoài trời trưng bày sáu loại đầu máy xe lửa được sử dụng trong suốt thời gian 65 năm của lịch sử Đường sắt Mông Cổ.
Bảo tàng Đồ chơi Puzzle hiển thị một bộ sưu tập toàn diện các đồ chơi bằng gỗ phức tạp mà người chơi có thể lắp ráp.

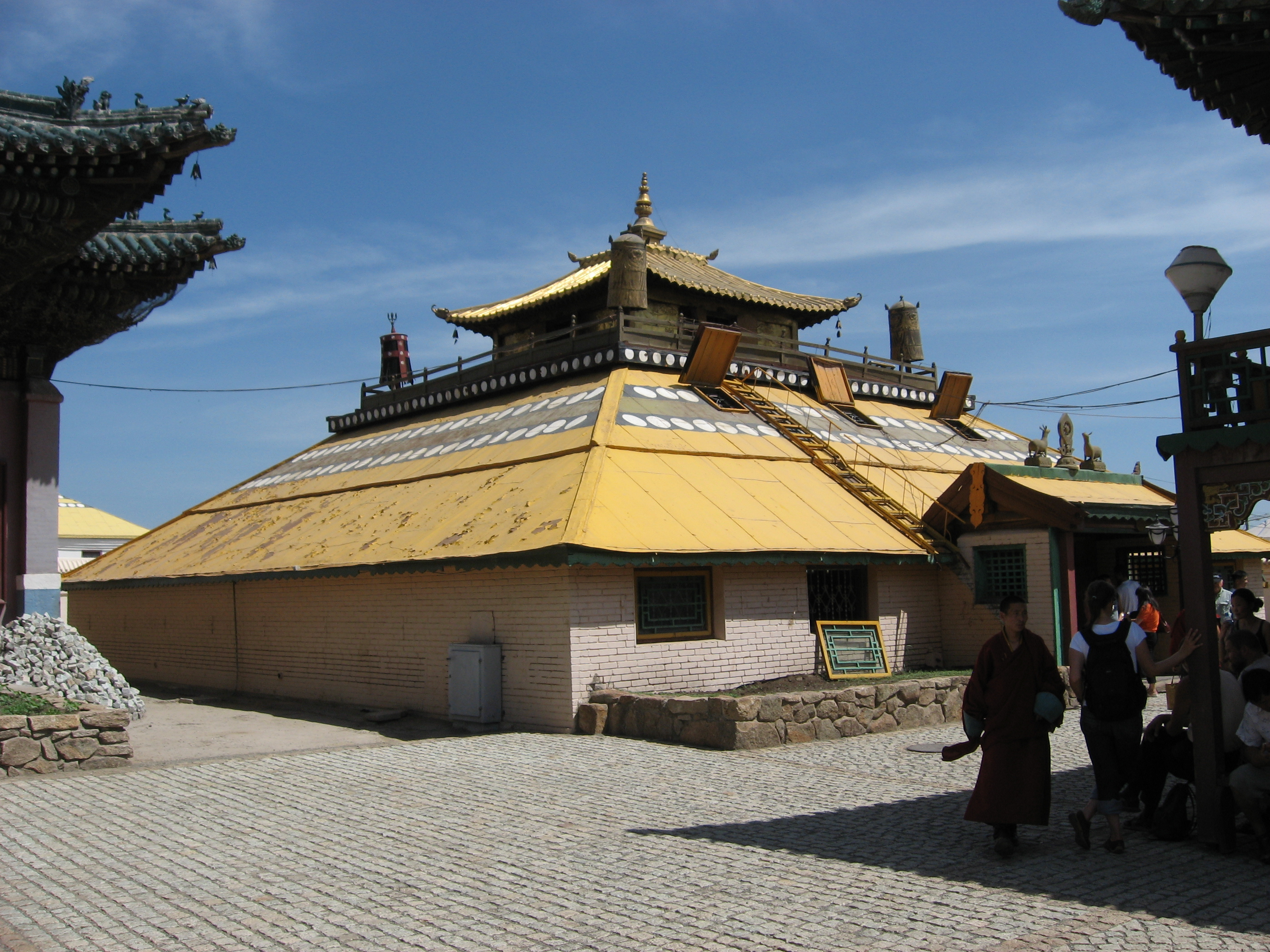
Chùa Tsogchin dugan (1838).
Chùa Erdem Itgemjit, xây năm 1893.
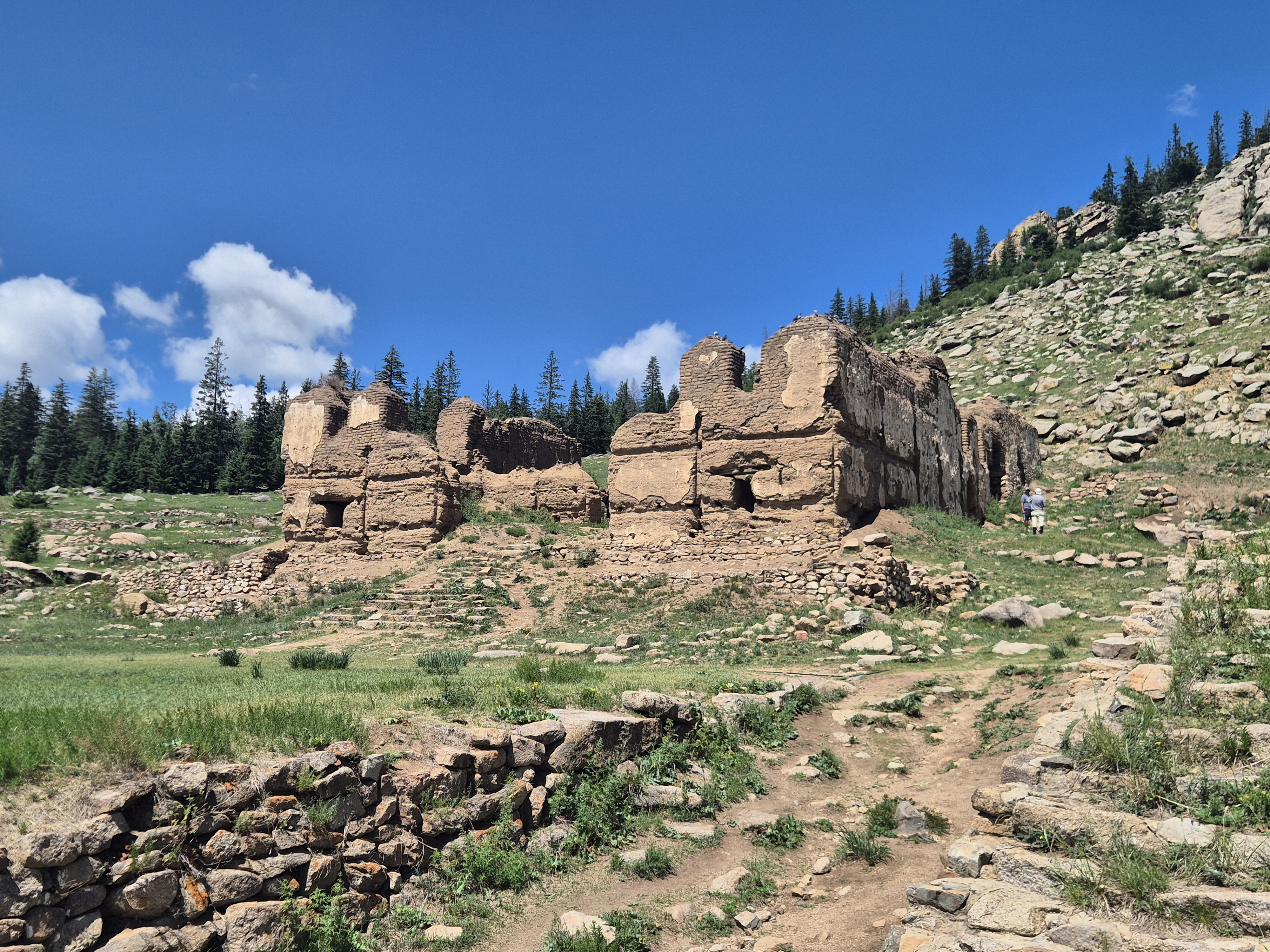
Tàn tích của Đền Tsogchin (1749) của Tu viện Manjusri
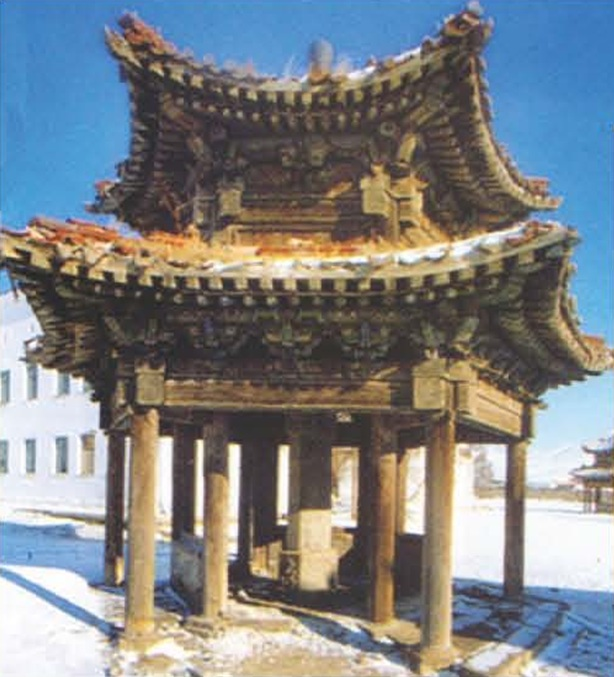
Một tòa nhà của Tu viện Dambadarjaalin (1765) ở quận Sukhbaatar
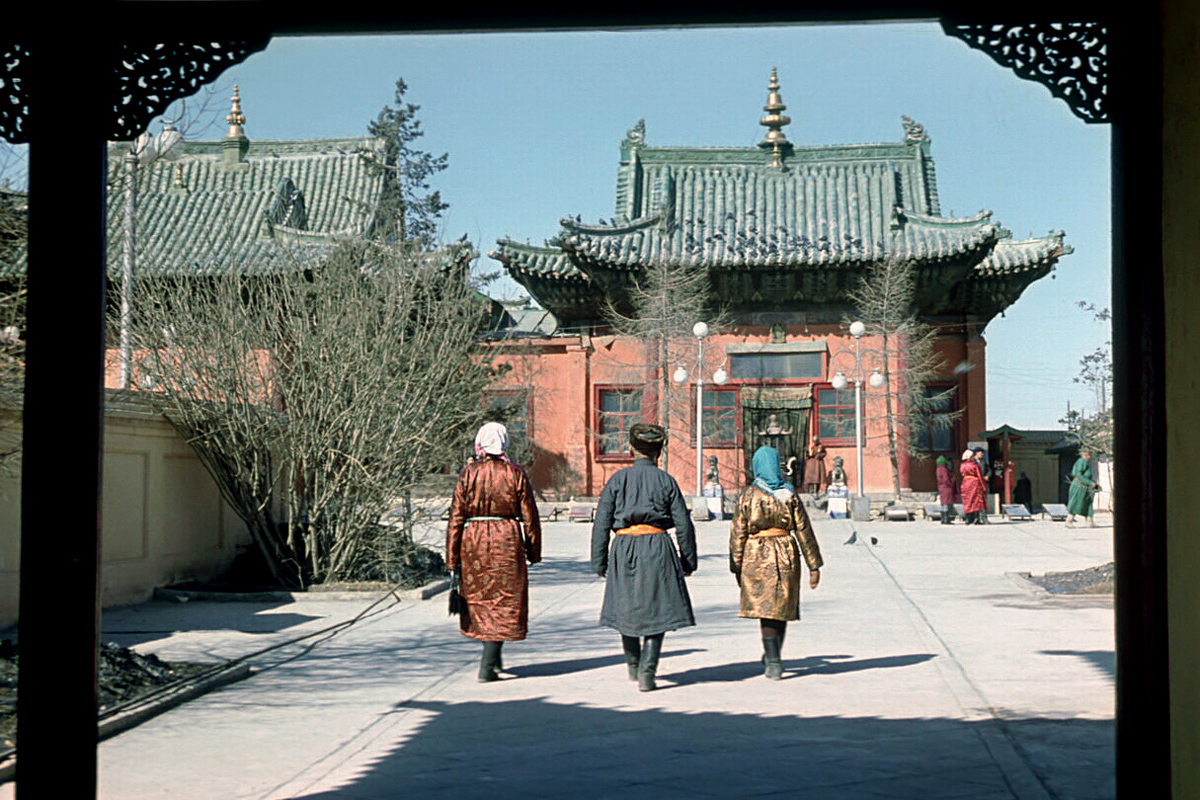
Đền Vajradhara (1841) ở trung tâm, Đền Zuu (1869) ở bên trái, được kết nối bởi một lối đi được xây dựng vào năm 1945-1946
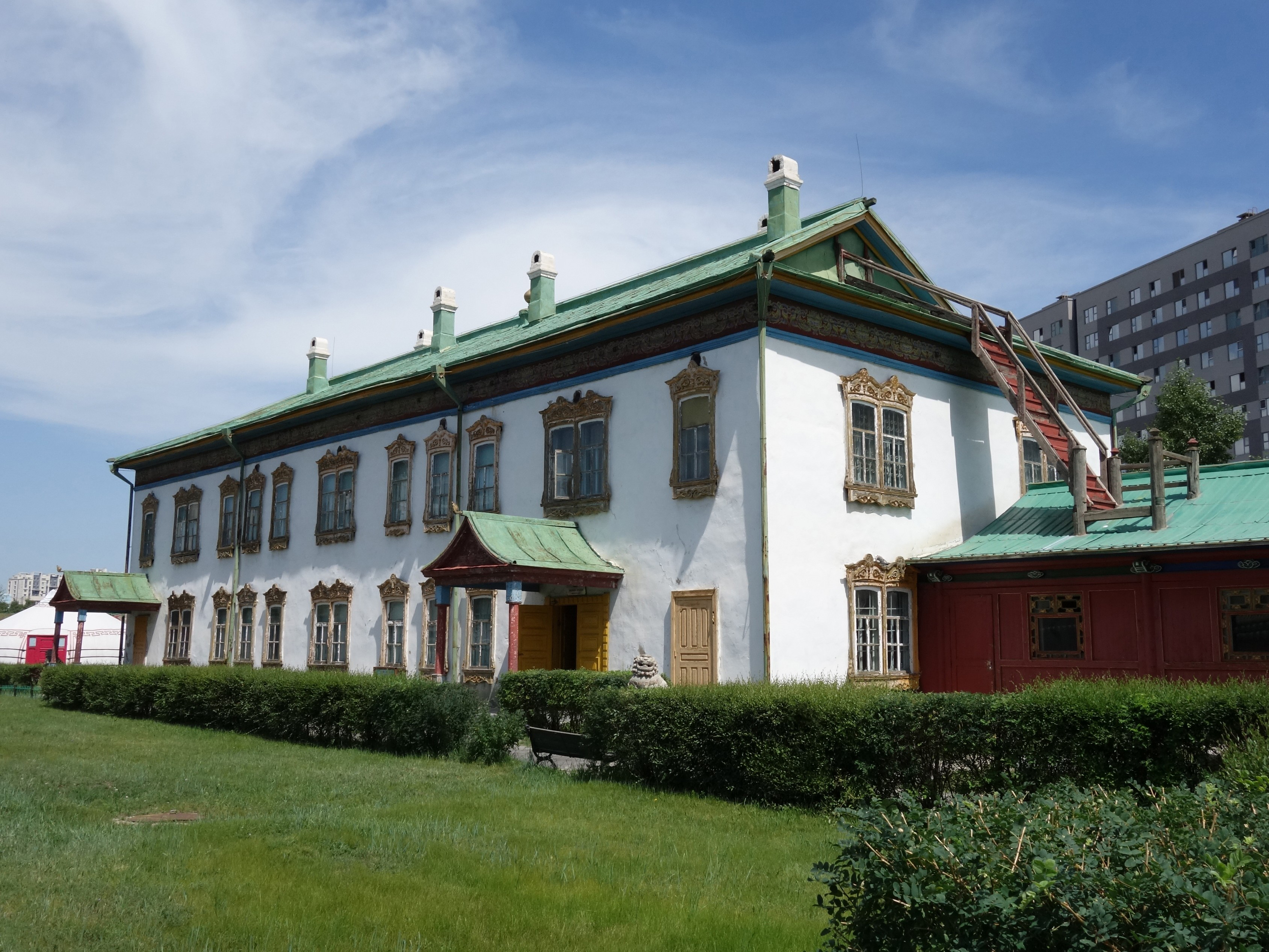
Nơi cư trú mùa đông của Bogd Khan, được xây dựng vào năm 1903, được thiết kế theo Sa hoàng Nikolai II của Nga
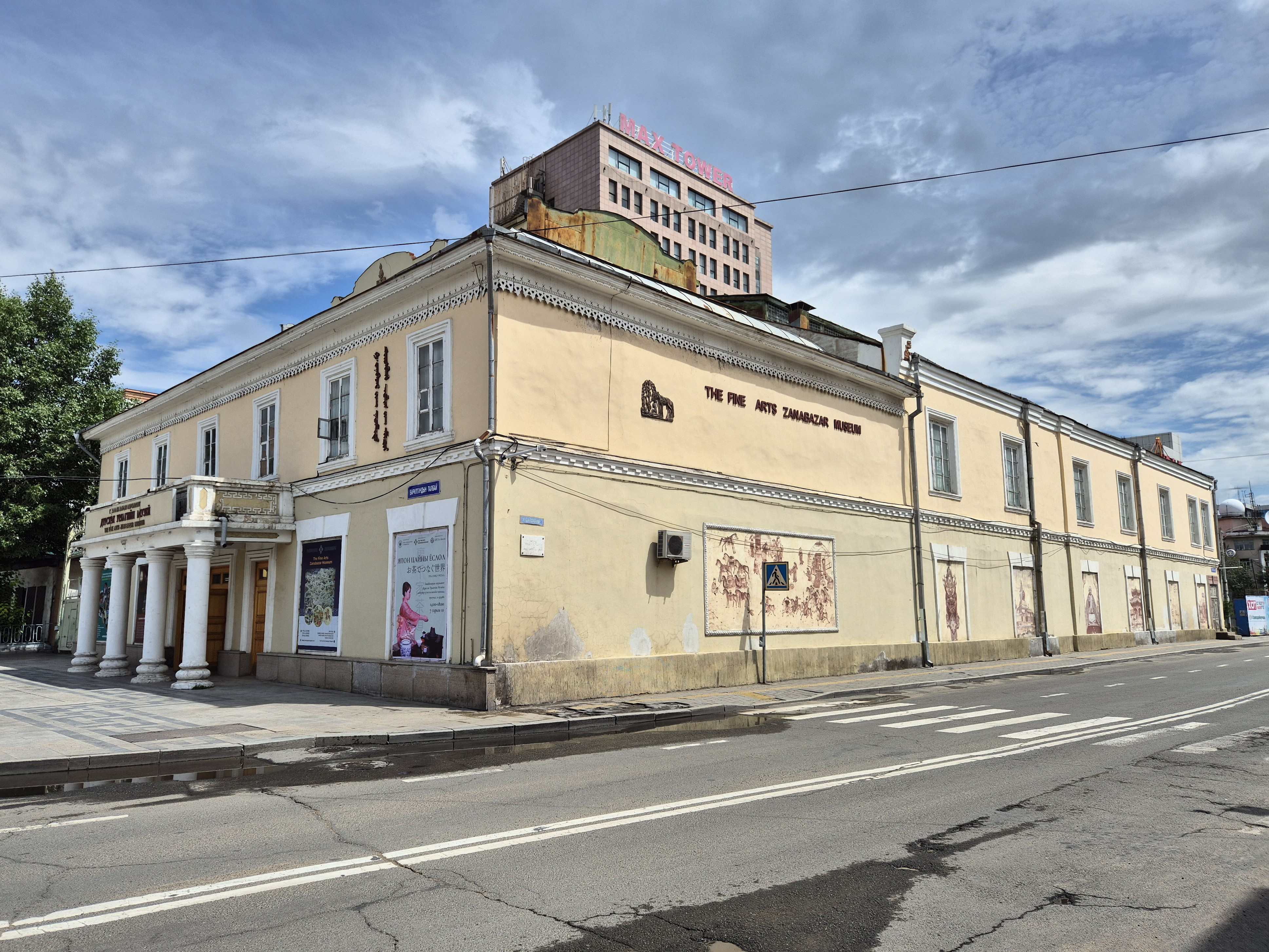
Bảo tàng Mỹ thuật của Zanabazar, được xây dựng vào năm 1905 bởi thương gia người Nga Gudvintsal như một cửa hàng buôn bán
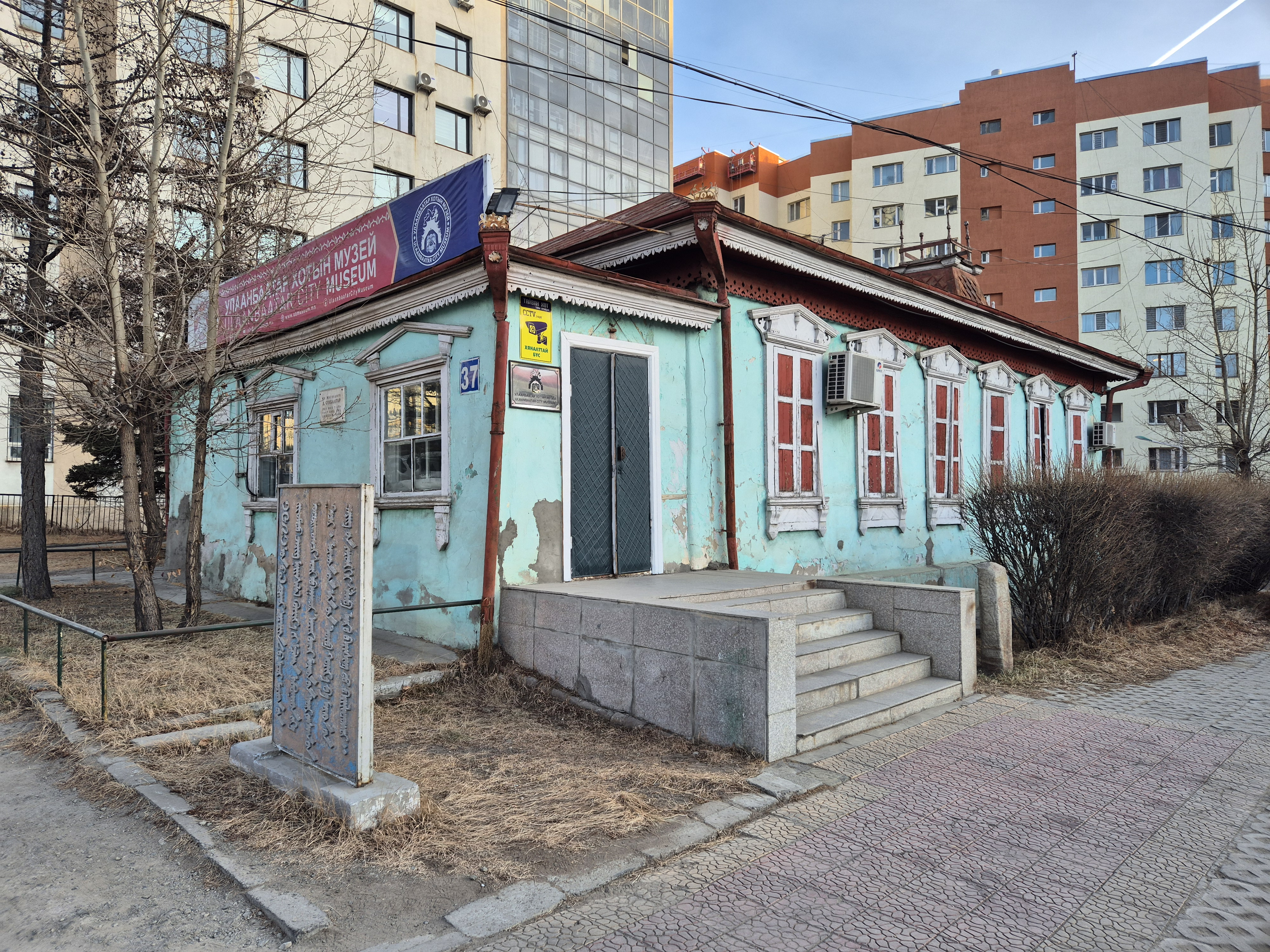
Bảo tàng Lịch sử Ulaanbaatar, được xây dựng vào năm 1904 bởi một thương gia Buryat-Mongol
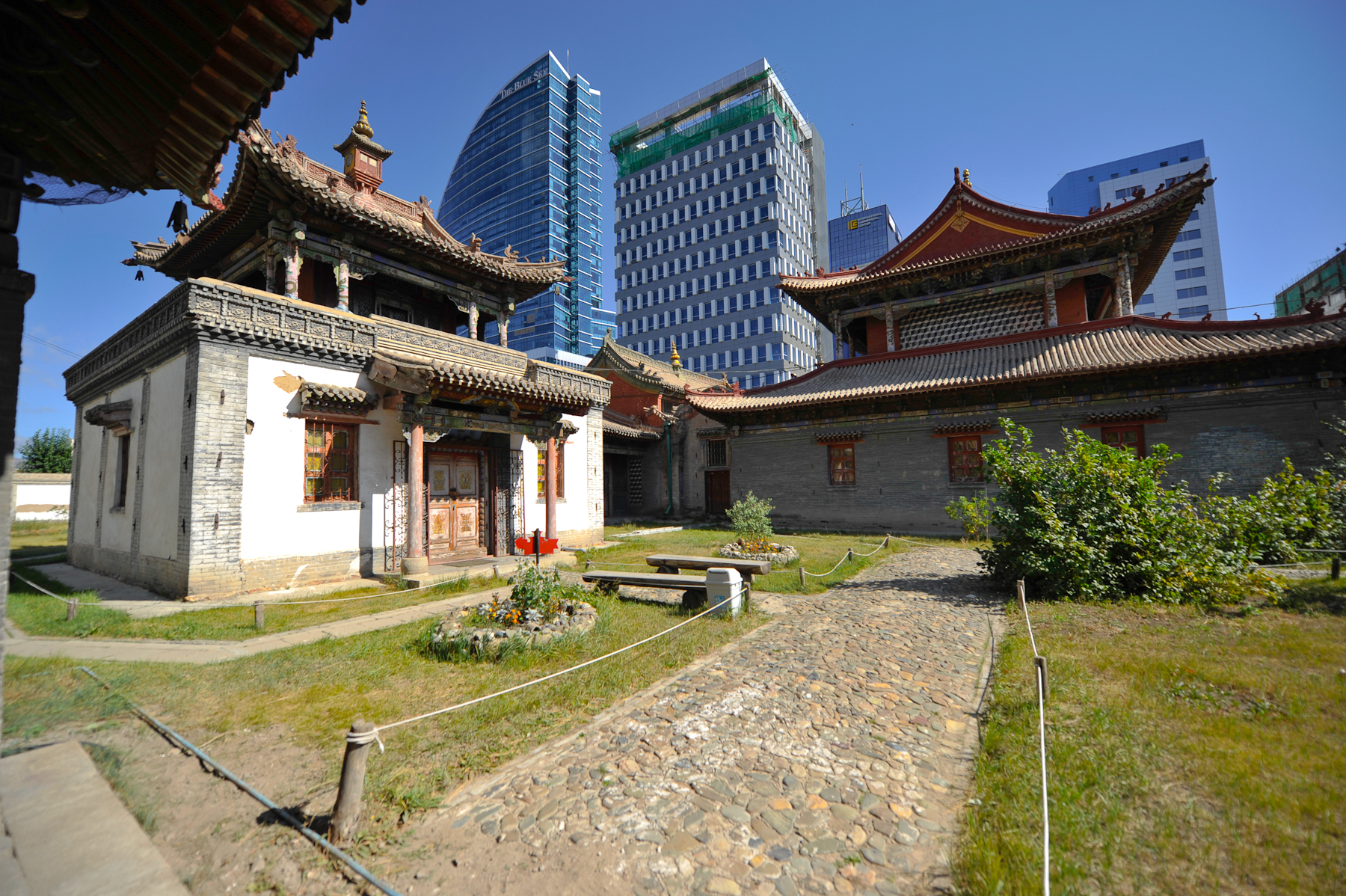
Quần thể đền Choijin Lama, được xây dựng vào năm 1904-1908
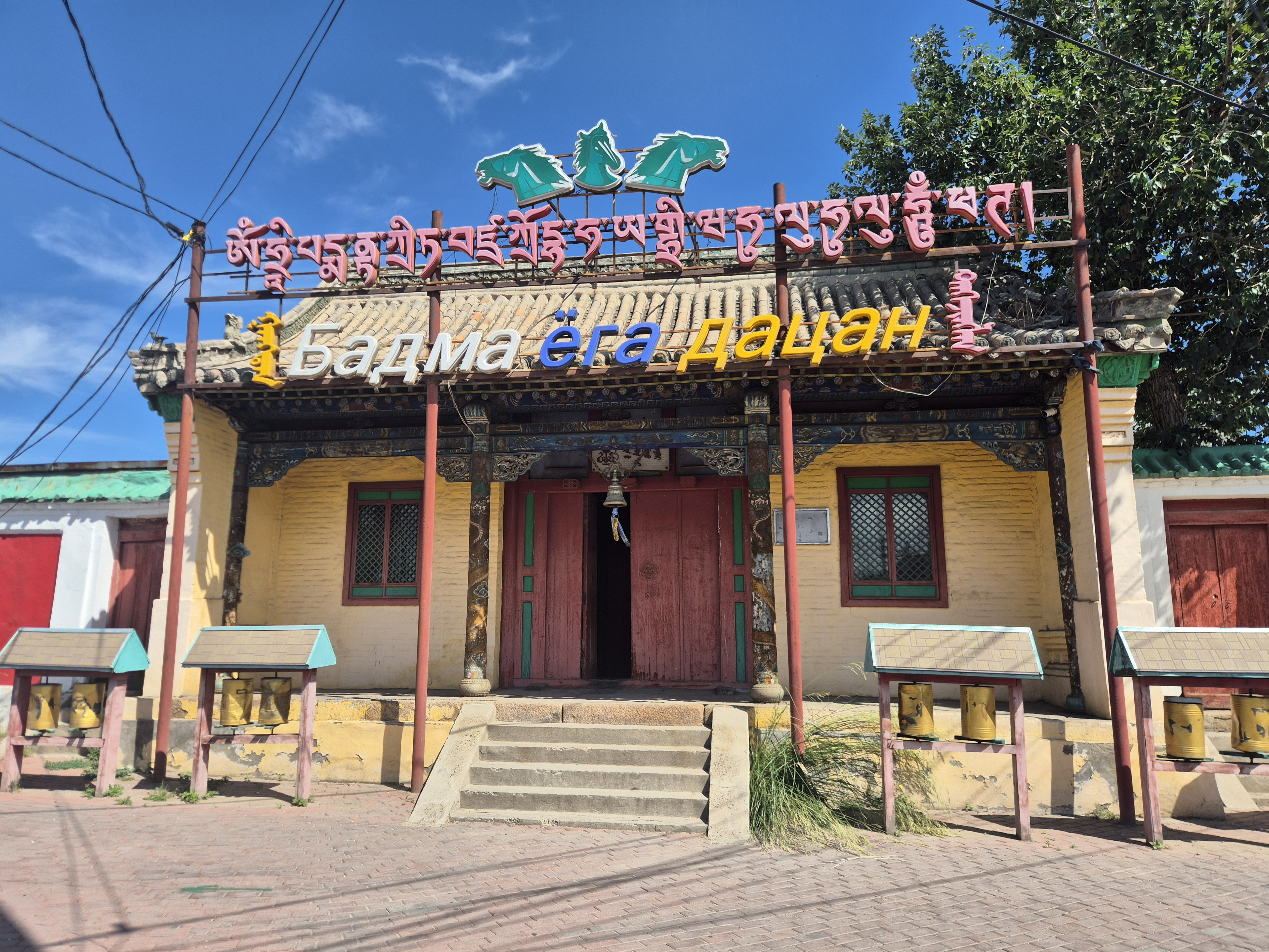
Đền Tây Geser ở UB, được xây dựng vào năm 1919 191920 bởi Guve Ovogt Zakhar
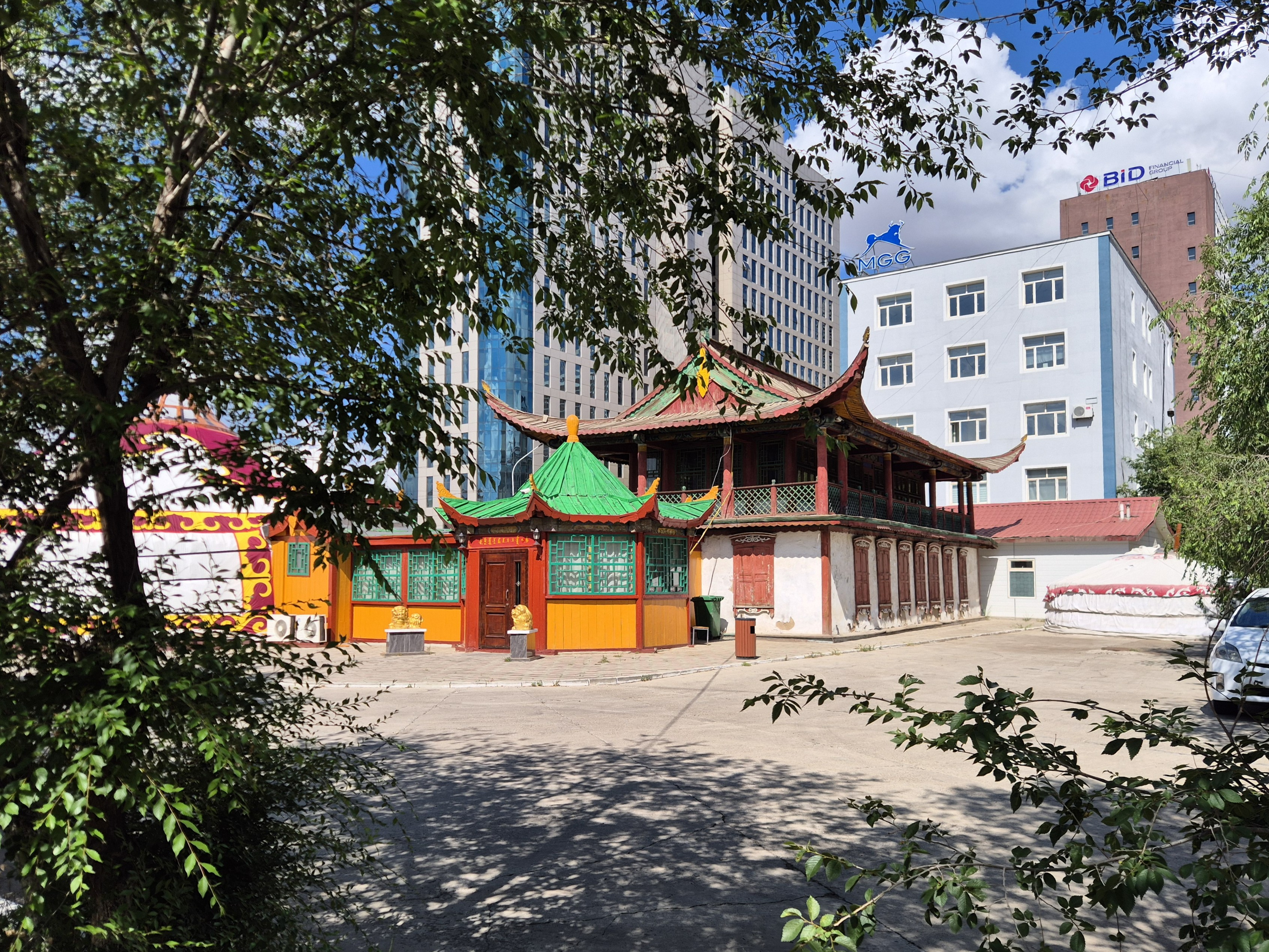
Nơi ở của Hoàng tử Chin Wang Khanddorj (Bộ trưởng Bộ Ngoại giao), được xây dựng vào năm 1913.

### Quảng trường Sukhbaatar

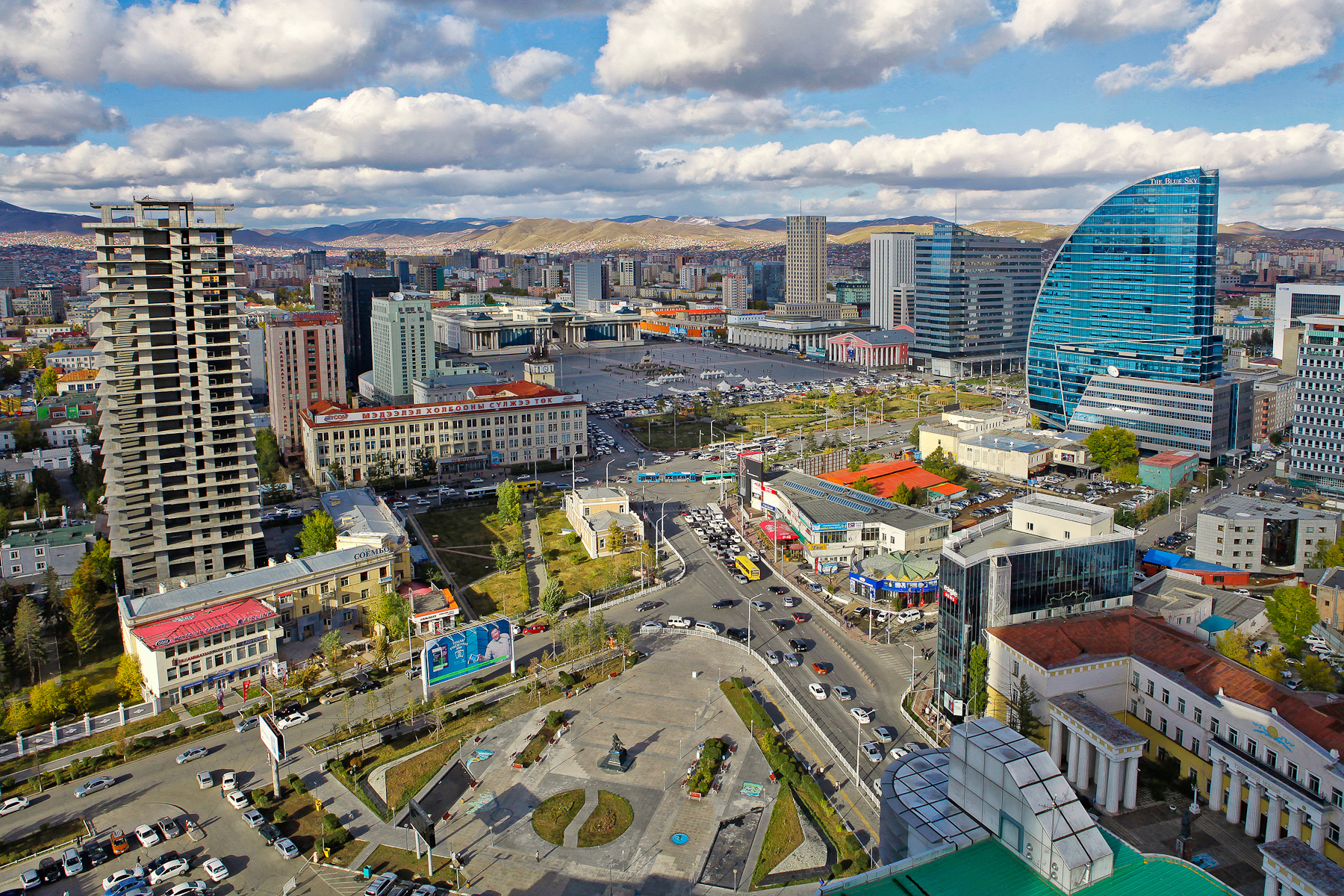
Trung tâm thành phố Ulaanbaatar quanh Quảng trường Sükhbaatar

Quảng trường Sukhbaatar nằm tại khu hành chính ở trung tâm Ulaanbaatar. Quảng trường rộng 31.068 mét vuông. Ở trung tâm quảng trường Sükhbaatar, có một tượng đài Damdin Sükhbaatar trên lưng ngựa. Địa điểm này được chọn vì đây là nơi ngựa của Sukhbaatar đã đi tiểu (một điềm tốt) vào ngày 8 tháng 7 năm 1921 trong khi hội họp với Hồng quân. Ở phía bắc quảng trường Sükhbaatar là tòa nhà Quốc hội Mông Cổ, với nét đặc biệt là có một bức tượng Thành Cát Tư Hãn ở mặt tiền. Đại lộ Hòa Bình (Enkh Taivny Urgon Chuloo), tuyến đường chính chạy dọc thành phố, đi qua phía nam quảng trường.
|                        |              |                          |
| Nhà hát opera nhà nước | Nhà hát kịch | Phòng trưng bày quốc gia |

### Đài tưởng niệm Zaisan
Đài tưởng niệm Zaisan, một đài tưởng niệm các binh lính Xô viết đã thiệt mạng trong Chiến tranh thế giới thứ hai, nằm trên một ngọn đồi ở phía nam thành phố. Đài tưởng niệm Zaisan có một chiếc xe tăng Xô viết và một bức họa tưởng niệm theo phong cách hiện thực xã hội chủ nghĩa miêu tả tình hữu nghị giữa nhân dân Liên Xô và Mông Cổ. Du khách sẽ có một hành trình dài để lên được đến phần cao nhất của đài tưởng niệm và ở nơi này có thể nhìn được toàn cảnh thành phố.

### Văn hóa nghệ thuật

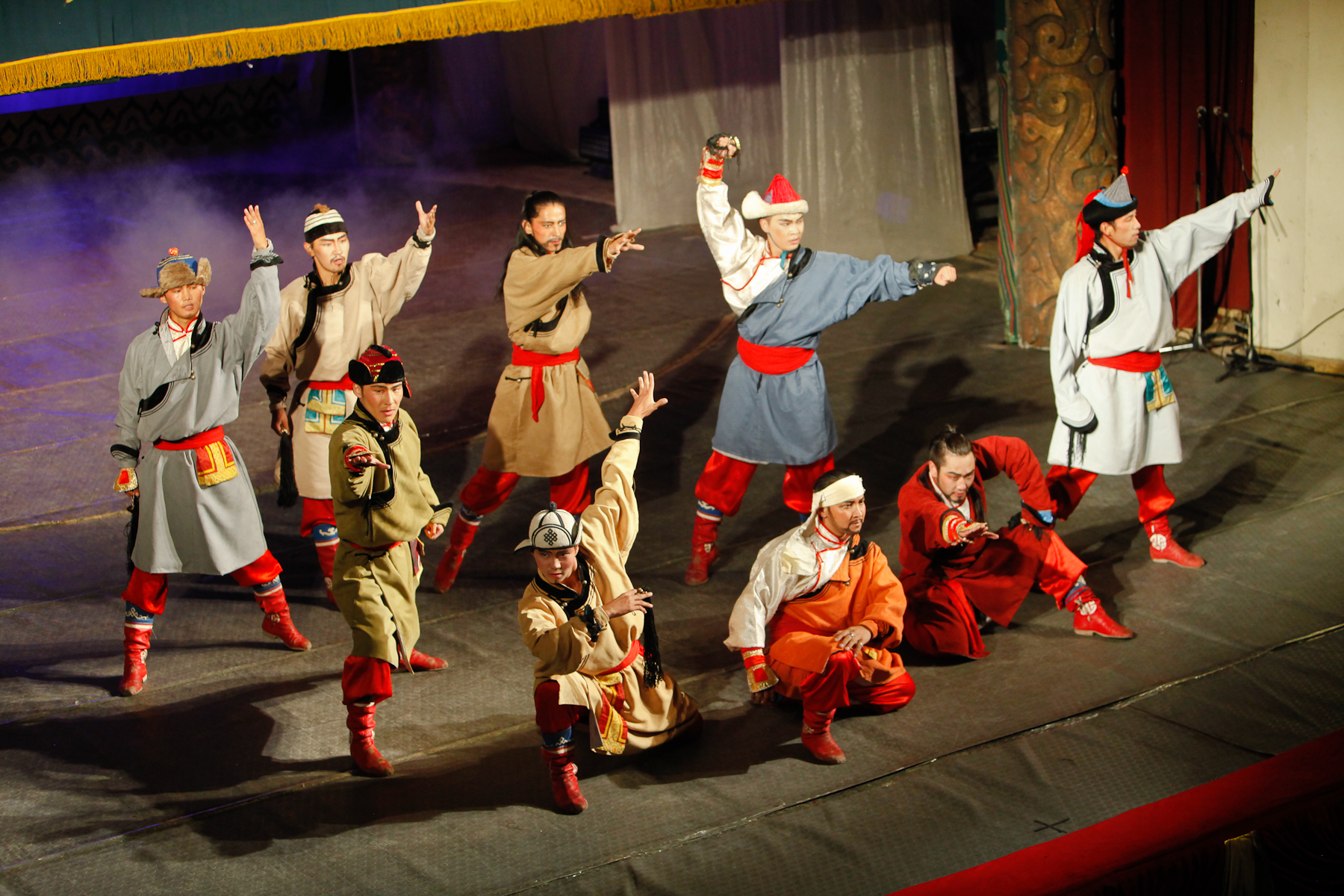
Đoàn ca múa nhạc dân tộc Mông Cổ

Ulaanbaatar có sự kết hợp giữa các nhà hát theo phong cách truyền thống và phương Tây, mang đến những màn trình diễn đẳng cấp thế giới. Nhiều ban nhạc dân gian truyền thống chơi thường xuyên trên khắp thế giới bao gồm ở New York, London và Tokyo. Nhà hát Lớn Opera Ulaanbaatar, nằm ở trung tâm thành phố, tổ chức các buổi hòa nhạc và biểu diễn âm nhạc, cũng như các buổi biểu diễn opera và ba lê, một số trong số họ hợp tác với các nhà hát ba lê thế giới như Nhà hát Boston.
Dàn nhạc quốc gia lớn của Mông Cổ ban đầu được thành lập vào thời vua Hốt Tất Liệt, được tái lập vào năm 1945. Nó có dàn nhạc cụ truyền thống lớn nhất trong cả nước với một tiết mục vượt ra ngoài âm nhạc quốc gia, bao gồm hàng chục bản nhạc quốc tế.
Đoàn nhạc Tumen Ekh bao gồm các nghệ sĩ biểu diễn tất cả các thể loại bài hát, âm nhạc và khiêu vũ của Mông Cổ. Họ chơi các nhạc cụ truyền thống bao gồm morin khuur và biểu diễn bài hát dài của Mông Cổ, các bài hát sử thi và điếu văn, một điệu nhảy nghi lễ của pháp sư, một điệu nhảy cung điện cổ xưa và một điệu nhảy mặt nạ Tsam.
Quần thể Morin Khuur của Mông Cổ là một phần của Nhà nước Philharmonic của Mông Cổ tọa lạc tại Quảng trường Khangis Khan. Nó là một nhóm nhạc nổi tiếng có nhạc cụ dây quốc gia Morin Khuur và thực hiện các tác phẩm khác nhau trong nước và quốc tế.

### Sân vận động quốc gia

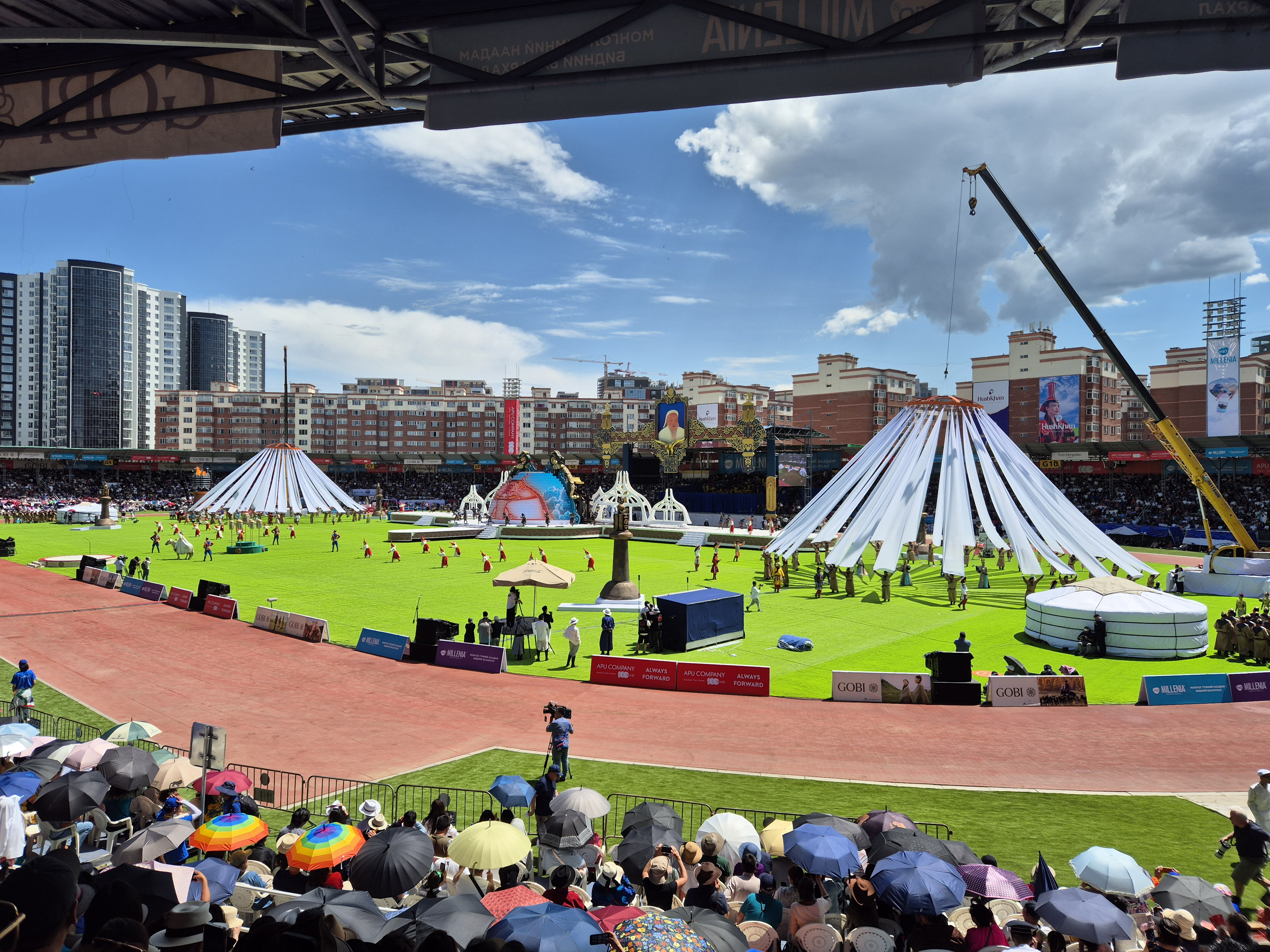
Lễ kỷ niệm Naadam năm 2024 tại Sân vận động Thể thao Quốc gia.

Sân vận động Thể thao Quốc gia là nơi thi đấu chính cho các môn thể thao tại Mông Cổ. Lễ hội Naadam được tổ chức tại đây vào mỗi tháng bảy hàng năm.

## Đại sứ quán

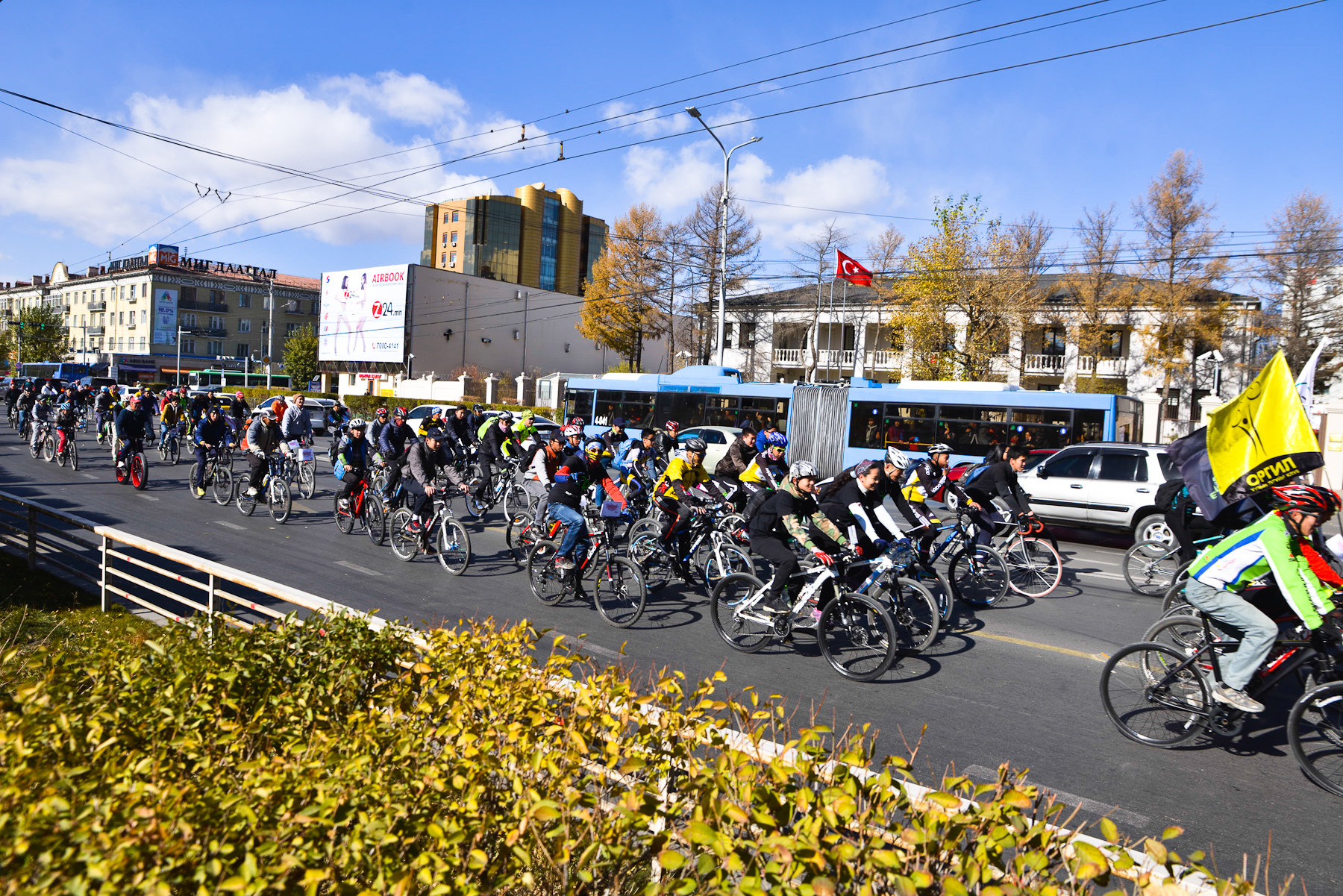
Sự kiện đạp xe tại đại lộ Hòa bình. Đại sứ quán Thổ Nhĩ Kỳ ở ngay phía sau

Nhiều nước đã có cơ quan đại diện ngoại giao tại Ulaanbaatar như Úc, Áo, Bulgaria, Canada, Trung Quốc, Cuba, Cộng hòa Séc, Đan Mạch, Phần Lan, Pháp, Đức, Ấn Độ, Nhật Bản, Kazakhstan, Lào, Nga, Slovakia, Hàn Quốc, Tây Ban Nha, Thụy Điển, Thụy Sĩ, Đài Loan, Thổ Nhĩ Kỳ, Ukraina, Anh Quốc, Hoa Kỳ và Việt Nam.

## Công viên

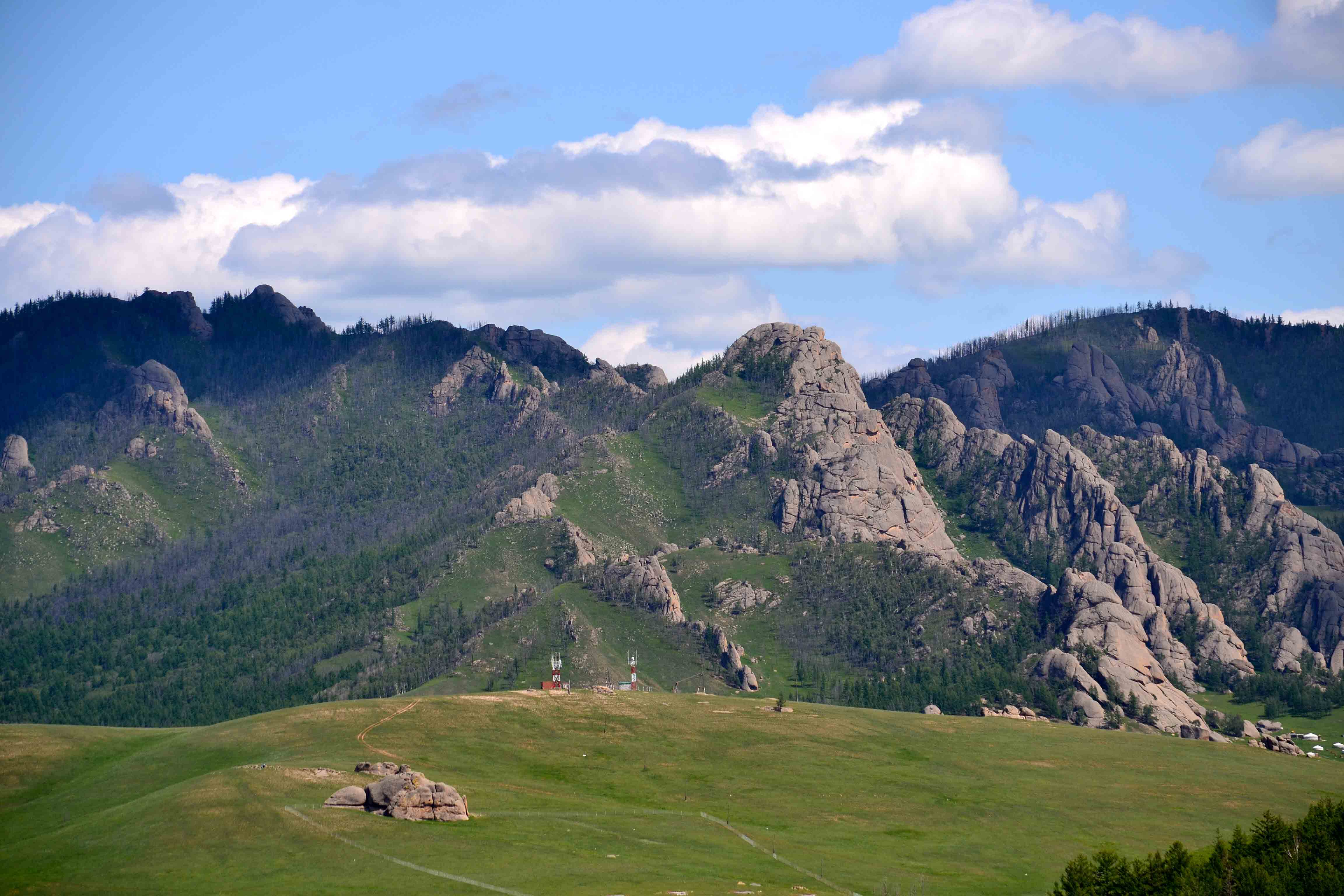
Công viên quốc gia Gorkhi-Terelj là khu dã ngoại và cắm trại phổ biến quanh năm.

Một số công viên và khu vực được bảo vệ nổi tiếng trên toàn quốc thuộc về thành phố. Công viên quốc gia Gorkhi-Terelj, một khu bảo tồn thiên nhiên với nhiều cơ sở du lịch và được nhiều du khách viếng thăm, cách Ulaanbaatar khoảng 70 km (43 dặm). Nó có thể di chuyển đến thông qua đường trải nhựa. Tượng cưỡi ngựa của Thành Cát Tư Hãn cao 40 mét, cách Ulaanbaatar 54 km (34 dặm), là bức tượng cưỡi ngựa lớn nhất thế giới.
Núi Bogd Khan là một khu vực bảo vệ nghiêm ngặt, với chiều dài 31 km (19 dặm) và chiều rộng của 3 km (1,9 dặm), có diện tích 67.300 ha (166.302 mẫu Anh). Bảo tồn thiên nhiên bắt nguồn từ thế kỷ thứ mười hai và mười ba khi Toorl Khan của Mông Cổ Keraite Aimag - người đã cấm các hoạt động khai thác và săn bắn - tuyên bố Bogd Khan là một ngọn núi linh thiêng.
Trung tâm Văn hóa và Giải trí Quốc gia (Công viên Trẻ em) là một công viên giải trí nằm ở khu vực trung tâm thành phố, phía nam của Khách sạn Shangri-La. Đây cũng là một nơi phổ biến cho các bạn trẻ đi chơi. Công viên giải trí nhỏ này có các chuyến đi, trò chơi và thuyền chèo. Lâu đài hồ nhân tạo của nó được xây dựng vào năm 1969, khi Công viên giải trí quốc gia được thành lập ở trung tâm thủ đô Ulaanbaatar của Mông Cổ.
Công viên quốc gia Mông Cổ đã mở cửa ở vùng ngoại ô phía đông nam của thành phố vào năm 2009, trở thành một công viên mùa hè nổi tiếng cho những người đi Ulaanbaatar. Nó có tổng diện tích 55 ha với hơn 100 nghìn cây được trồng. Công viên hướng đến việc trở thành trung tâm giáo dục cho cuộc sống có trách nhiệm lành mạnh cũng như giáo dục môi trường.

## Biểu tượng
Biểu tượng chính thức của Ulaanbaatar là garuḍa (Ca-lâu-la hoặc Kim sí điểu), là một loài chim lớn có tính cánh mãnh liệt trong Thần Thoại của Ấn Độ, và cũng là một loài chim thần thoại trong kinh Phật giáo và Ấn Độ giáo, được người Mông Cổ gọi là Hãn Garuda hay Khangar'd (tiếng Mông Cổ: Хангарьд).

### Biểu trưng
Ca-câu-la xuất hiện trên huy hiệu của Ulaanbaatar. Trên bàn tay phải của loài chim thánh này có một chiếc khóa, một biểu tượng của phồn thịnh và cởi mở, và trên tay trái của chim là một bông hoa sen, một biểu tượng của hòa bình, bình đẳng và tinh khiết. Móng vuốt của chim giữ một con rắn, một biểu tượng của việc sự xấu xa sẽ không được dung thứ. Trên trán của Ca-câu-la là soyombo (Tác/Sách-vĩnh-bố), một biểu tượng trên quốc kỳ Mông Cổ.

### Cờ
Cờ của thành phố có nền màu xanh da trời với biểu tượng garuḍa ở trung tâm.

## Giáo dục
Ulan Bator có sáu trường đại học chính:
- Đại học Quốc gia Mông Cổ
- Đại học Khoa học và Công nghệ Mông Cổ
- Đại học Nông nghiệp Quốc gia Mông Cổ
- Đại học Khoa học Y tế Mông Cổ
- Đại học Sư phạm Quốc gia Mông Cổ
- Đại học Nghệ thuật và Văn hóa Mông Cổ.

Có một số trường đại học khác trong thành phố, bao gồm Đại học Quốc gia Mông Cổ, Đại học Nhân văn, Học viện Tài chính và Kinh tế và Học viện Quốc tế Raffles. Mặc dù tương đối nhỏ song Học viện Tài chính và Kinh tế là một trường kinh tế khá nổi tiếng tại Mông Cổ. Thư viện Quốc gia Mông Cổ có rất nhiều tài liệu bằng tiếng Anh về các chủ đề liên quan đến Mông Cổ. Trường Hoa Kỳ Ulaanbaatar và Trường Quốc tế Ulaanbaatar đều áp dụng mô hình giáo dục K-12 bằng tiếng Anh cho công dân Mông Cổ cũng như người nước ngoài.

Có rất nhiều trường tiểu học, trung học cơ sở và trung học phổ thông. Ở Mông Cổ, từ lớp 1-4 là tiểu học, 5-8 là trung học cơ sở và 9-11 là trung học phổ thông. Ngoài ra, có nhiều trường tư cung cấp các chương trình song ngữ.

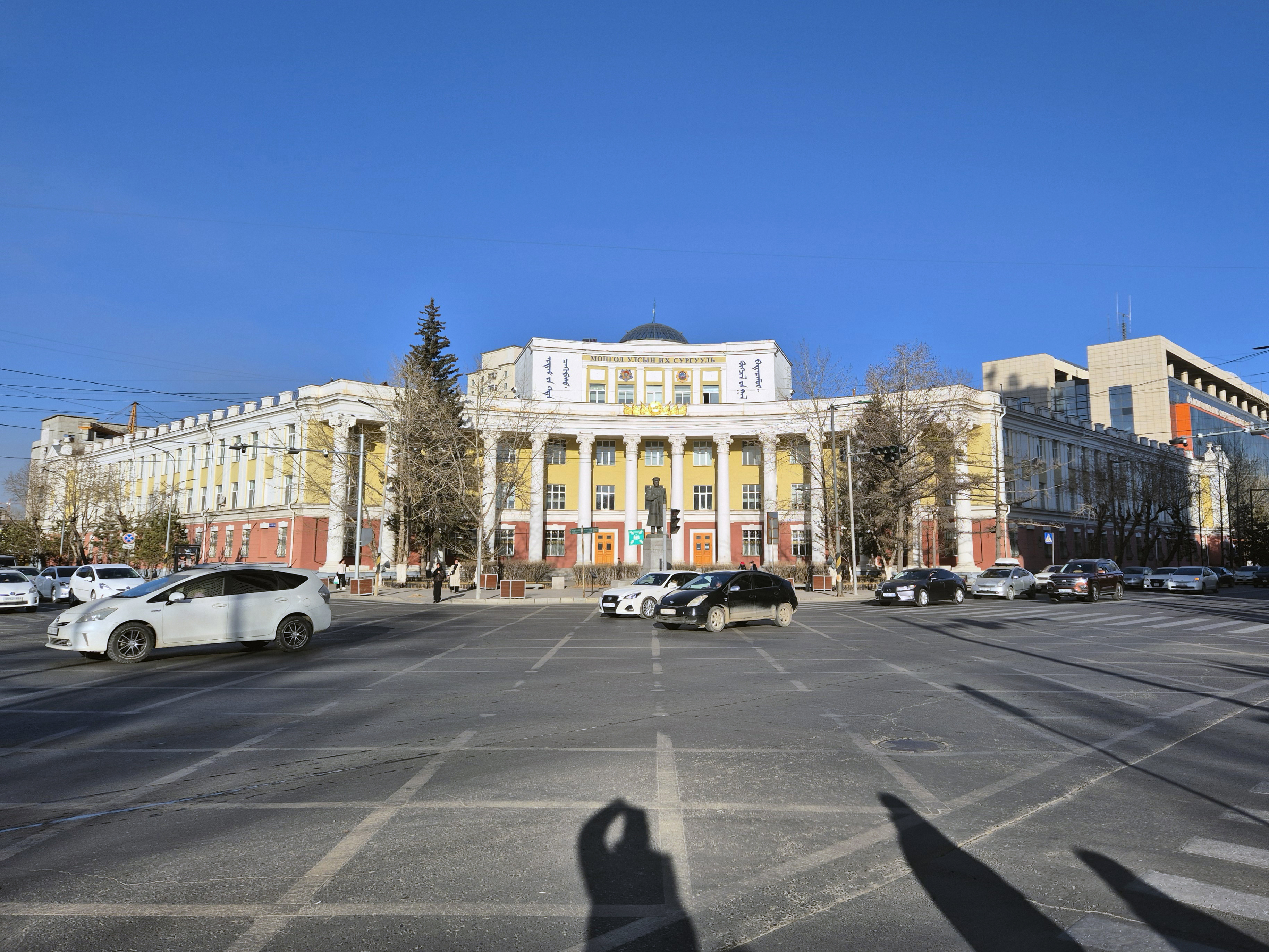
The National University
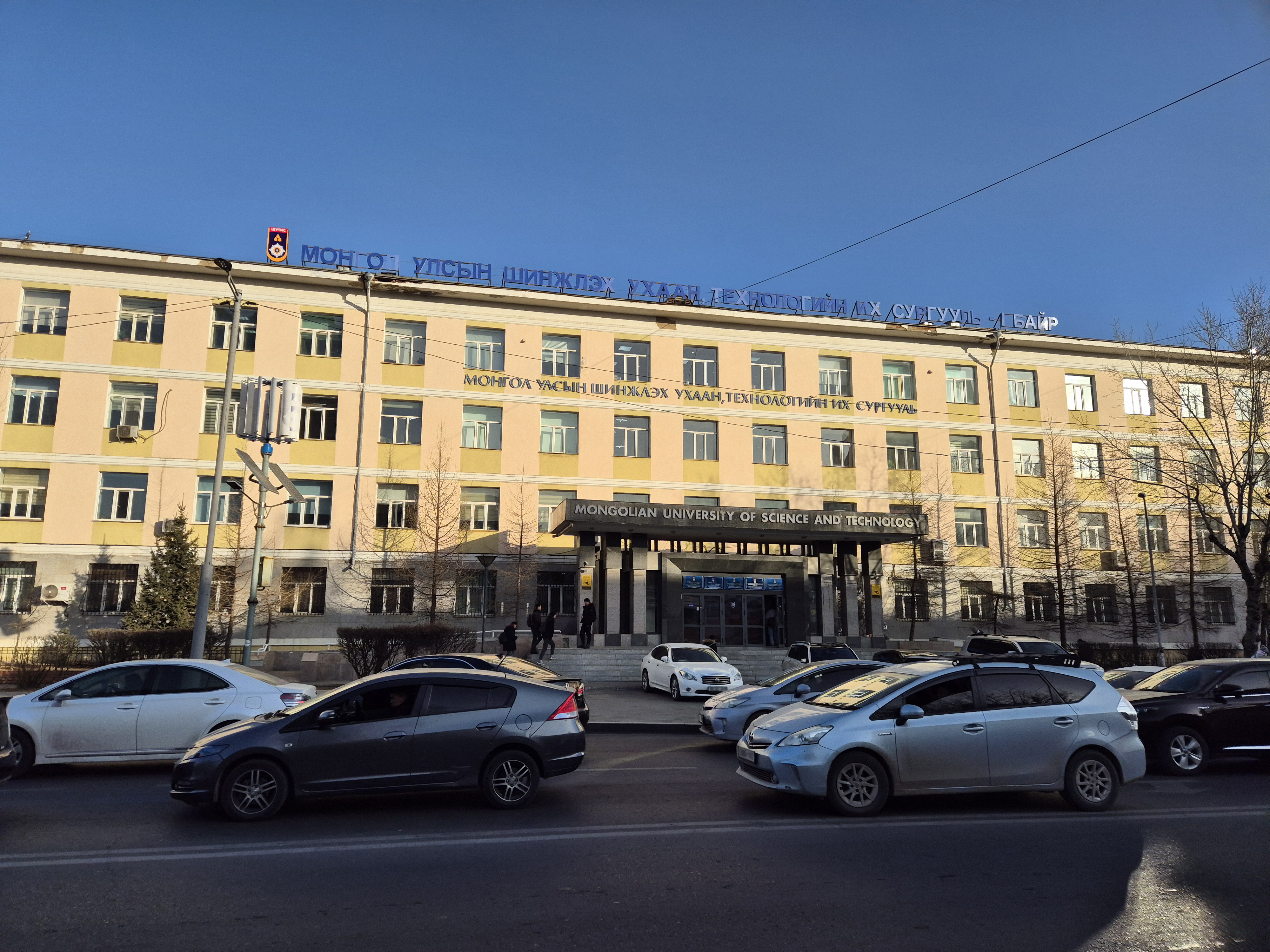
Đại học Khoa học và Công nghệ

## Thư viện

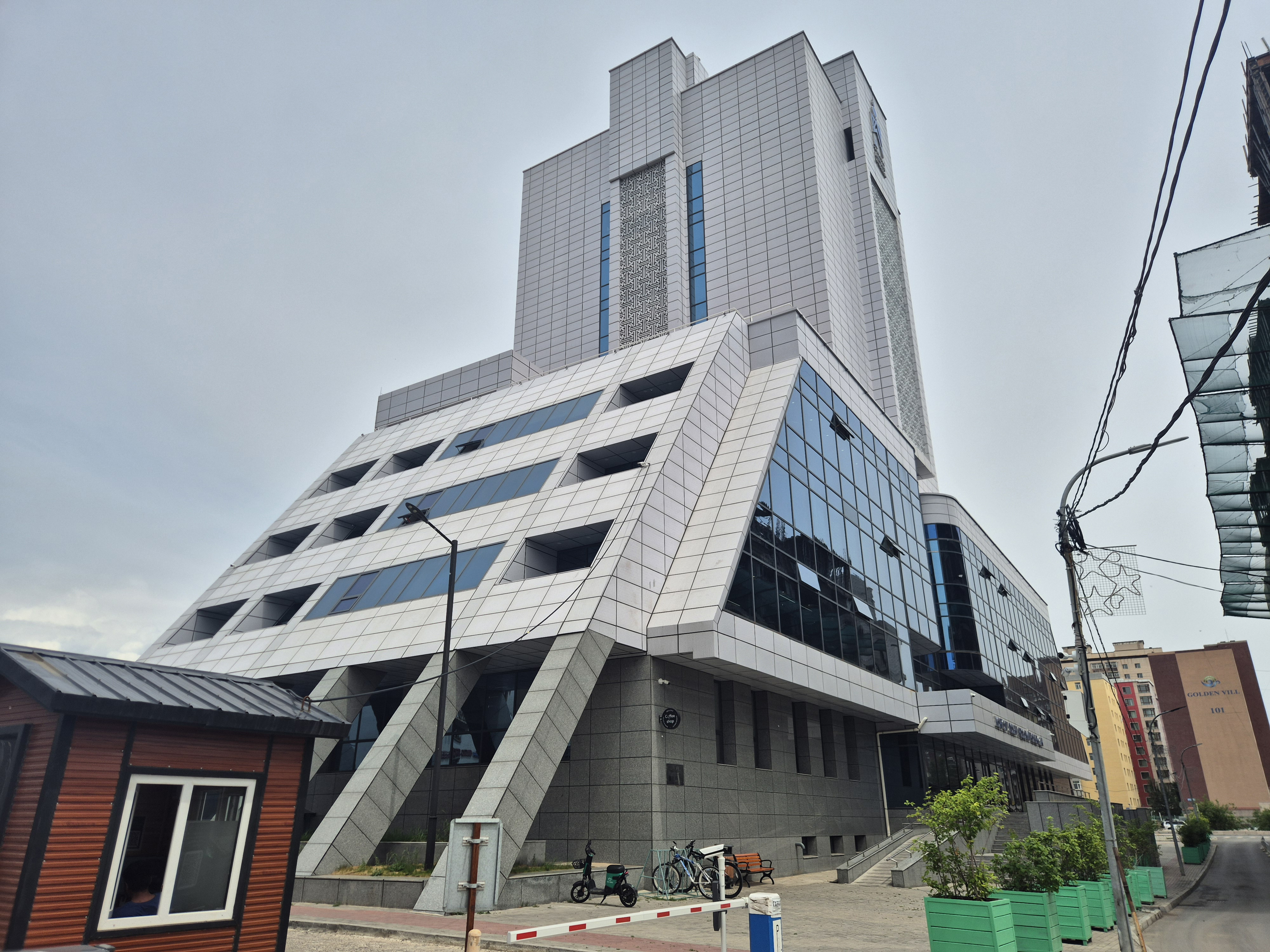
Thư viện Quốc gia Mông Cổ

### Thư viện Quốc gia
Thư viện Quốc gia Mông Cổ nằm tại Ulan Bator và có rất nhiều tài liệu bằng các ngoại ngữ khác bên cạnh tiếng Mông Cổ, đặc biệt là sách cho thiếu nhi.

### Thư viện công cộng
Thư viện Trung ương Thủ đô Ulaanbataar, đôi khi còn được gọi là Thư viện Công cộng Ulaanbaatar là một thư viện công cộng và sở hữu tời 500.000 tài liệu. Thư viện có khoảng 232.097 độc giả và tổng số lượt mượn hàng năm là 497.298 lần. Nó tính phí người dùng một khoản phí đăng ký từ 3800 đến 4250 tugrik, tương đương khoảng 3,29 đến 3,68 USD. Các khoản phí có thể là kết quả của hoạt động với ngân sách dưới $ 176.000 mỗi năm. Họ cũng lưu trữ các trang web về văn học và thực phẩm Mông Cổ cổ điển và hiện đại, ngoài việc cung cấp truy cập Internet miễn phí.
Năm 1986, chính quyền Ulaanbaatar đã thành lập một hệ thống tập trung bao phủ tất cả các thư viện trong thành phố, được gọi là Hệ thống thư viện thủ đô Ulaanbaatar (MLSU). Hệ thống này còn có tên chính thức là, Dashdorjiin Natsagdorj, người đã sáng lập nền văn học hiện đại Mông Cổ. Hệ thống này phối hợp quản lý, mua lại, tài chính và chính sách giữa các thư viện công cộng ở thủ đô, ngoài việc cung cấp hỗ trợ cho các thư viện trường học và trẻ em. Khác với Thư viện Trung tâm Metropolitan, MLSU có bốn thư viện chi nhánh. Họ đang ở quận Chingeltei (thành lập năm 1946), ở quận Han-Uul (thành lập năm 1948), ở quận Bayanzurkh (thành lập năm 1968) và ở quận Songino-Hairkhan (thành lập năm 1991). Ngoài ra còn có Thư viện Trung tâm của Trẻ em, được thành lập năm 1979.

### Thư viện đại học
- Thư viện Đại học Sư phạm Mông Cổ

8Thư viện của Học viện Quản lý 
8Thư viện của Đại học Quốc gia Mông Cổ 
- Viện hàn lâm Khoa học (3 thư viện khoa)
- Thư viện của Viện Ngôn ngữ và Văn học
- Thư viện của Viện Lịch sử
- Thư viện của Viện Tài chính và Kinh tế
- Thư viện của Đại học Quốc gia Mông Cổ
- Thư viện trường Đại học Nông nghiệp

### Thư viện kỹ thuật số
Thư viện kỹ thuật số quốc tế dành cho trẻ em (ICDL) là một tổ chức xuất bản nhiều sách thiếu nhi bằng các ngôn ngữ khác nhau trên web ở định dạng thân thiện với trẻ em. Năm 2006, chúng bắt đầu xuất hiện tại Mông Cổ và đã nỗ lực cung cấp quyền truy cập vào thư viện ở khu vực nông thôn. Nỗ lực của ICDL tại Mông Cổ là một phần của dự án lớn hơn do Ngân hàng Thế giới tài trợ và được quản lý bởi Bộ Giáo dục, Văn hóa và Khoa học Mông Cổ, được gọi là Dự án Phát triển và Giáo dục Nông thôn (READ).
Vì Mông Cổ thiếu ngành xuất bản và ít sách cho trẻ em, nên ý tưởng là "thúc đẩy ngành xuất bản tạo ra 200 cuốn sách thiếu nhi mới cho các thư viện lớp học ở lớp 1-5". Sau khi những cuốn sách này được xuất bản và phân phối cho các giáo viên, chúng cũng được xuất bản trực tuyến cùng với phần còn lại của bộ sưu tập ICDL. Mặc dù một phần đáng kể của dự án này được hỗ trợ bởi các nguồn bên ngoài, một thành phần quan trọng là bao gồm đào tạo nhân viên Mông Cổ để tiếp tục theo cách hiệu quả. Dự án được thiết kế để cho giới trẻ của Mông Cổ rằng họ có thể tham gia vào nền văn hóa kỹ thuật số lớn hơn.
Viện Báo chí ở Ulaanbaatar giám sát Lưu trữ Kỹ thuật số của Báo Mông Cổ. Nó là một bộ sưu tập của 45 tiêu đề báo chí tập trung đặc biệt vào những năm sau khi chủ nghĩa cộng sản sụp đổ ở Mông Cổ. Dự án được hỗ trợ bởi "Chương trình lưu trữ nguy cấp" của Thư viện Anh. Thư viện trung tâm Metropolitan ở Ulaanbaatar duy trì kho lưu trữ tin tức kỹ thuật số hàng tháng.

### Thư viện đặc biệt
Một nguồn tài nguyên quan trọng cho các học giả là Trung tâm Nghiên cứu Mông Cổ của Hoa Kỳ (ACMS), cũng có trụ sở tại Ulaanbaatar. Mục tiêu của nó là tạo điều kiện cho nghiên cứu giữa Mông Cổ và phần còn lại của thế giới và thúc đẩy quan hệ đối tác học thuật. Để giúp đạt được mục đích này, nó vận hành một thư viện nghiên cứu với phòng đọc và máy tính để truy cập Internet. ACMS có 1.500 tập liên quan đến Mông Cổ bằng nhiều ngôn ngữ có thể được vay bằng tiền đặt cọc. Nó cũng lưu trữ một thư viện trực tuyến bao gồm các tài nguyên tham chiếu đặc biệt và quyền truy cập vào cơ sở dữ liệu kỹ thuật số, bao gồm cả bộ sưu tập sách kỹ thuật số.
Có một Thư viện nói ở trường số 116 dành cho người khiếm thị, được tài trợ bởi Quỹ Zorig, và bộ sưu tập chủ yếu dựa trên các tài liệu do Đài phát thanh quốc gia Mông Cổ tài trợ. "Một bộ sưu tập lớn về văn học, các chủ đề bí quyết, tài liệu đào tạo, âm nhạc, vở kịch, chương trình phát sóng khoa học hiện có sẵn cho người khiếm thị tại trường."
Trung tâm Phát triển nguồn nhân lực Mông Cổ-Nhật Bản duy trì một thư viện ở Ulaanbaatar bao gồm khoảng 7.800 mặt hàng. Các tài liệu trong bộ sưu tập tập trung mạnh vào cả người Mông Cổ đang học tiếng Nhật và sách bằng tiếng Nhật về Mông Cổ. Nó bao gồm một số tạp chí định kỳ, sách giáo khoa, từ điển và tài liệu nghe nhìn. Truy cập vào bộ sưu tập yêu cầu thanh toán một khoản phí 500 Tugrug, mặc dù các tài liệu có sẵn để cho vay. Họ cũng cung cấp thiết bị nghe nhìn để sử dụng bộ sưu tập và truy cập internet với một khoản phí hàng giờ. Có một dịch vụ tham khảo truy xuất thông tin cho các câu hỏi không thể được trả lời bởi bộ sưu tập của họ.

### Lưu trữ
Có một bộ sưu tập bản thảo tại Bảo tàng Danzan Ravjaa về các tác phẩm thần học, thơ ca, dược liệu, chiêm tinh và sân khấu. Nó bao gồm các tài liệu được viết và thu thập bởi nhà sư Danzan Ravjaa, người nổi tiếng với thơ của ông.
Chương trình lưu trữ tài liệu cần được bảo vệ của Thư viện Anh đã tài trợ cho một dự án chụp ảnh kỹ thuật số độc đáo trong bộ sưu tập; tuy nhiên, không rõ hình ảnh được lưu trữ ngày hôm nay.

## Giao thông

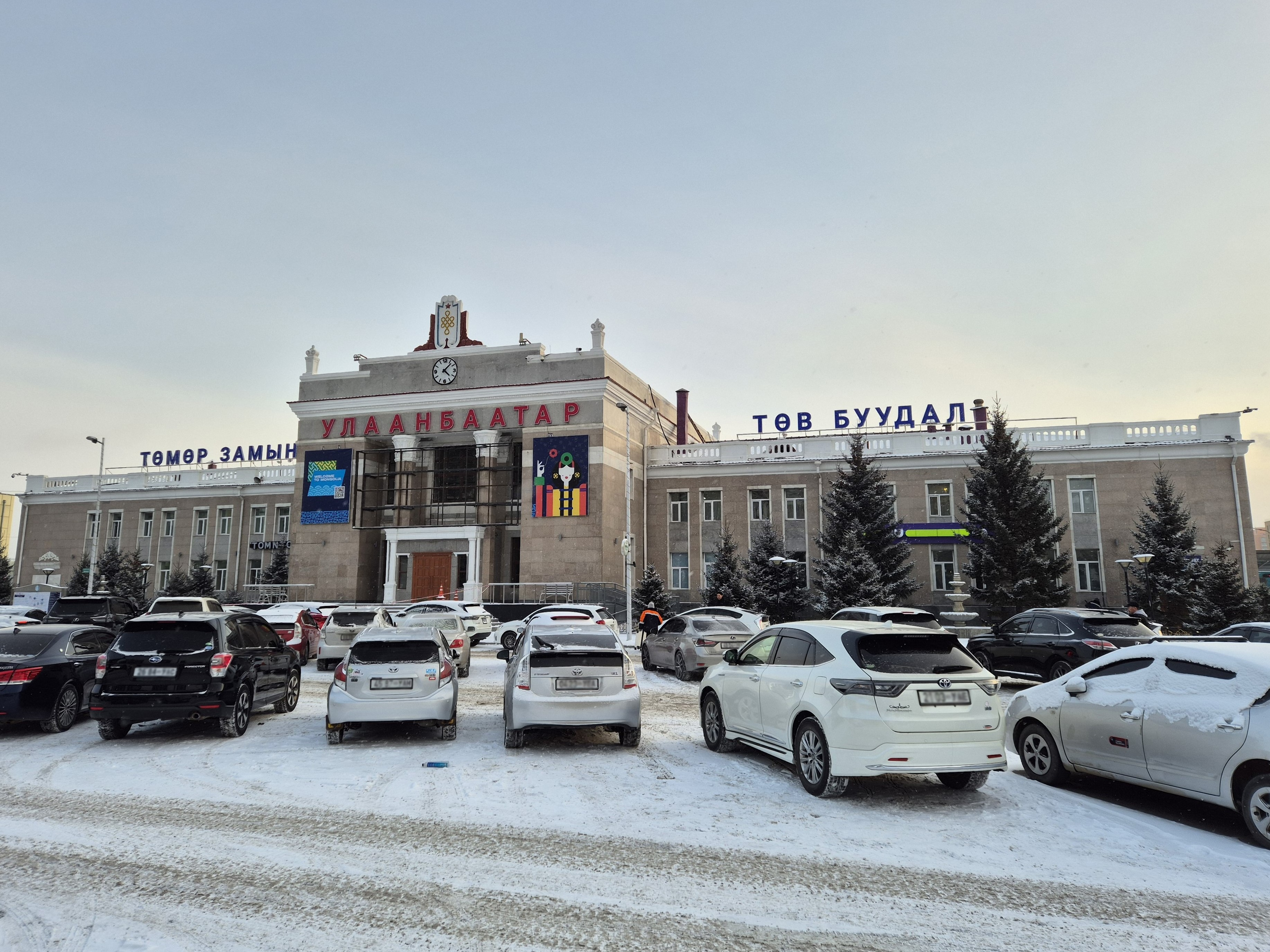
Ga xe lửa Ulaanbaatar

Ulaanbaatar có sân bay quốc tế Thành Cát Tư Hãn (Chinggis Khaan) (nguyên là sân bay Buyant Ukhaa) nằm cách thành phố 18 km về phía tây nam. Sân bay Thành Cát Tư Hãn là sân bay duy nhất tại Mông Cổ có các đường bay quốc tế. Để phục vụ số lượng hành khách dự kiến tăng lên, Sân bay Quốc tế Ulaanbaatar mới (NUBIA) đang được xây dựng ở phía nam thành phố với kế hoạch thay thế sân bay thành Cát Tư Hãn.
Hiện Ulan Bator có các tuyến bay quốc tế nối với Tokyo, Seoul, Hồng Kông, Berlin, Moskva, Ulan-Ude, Irkutsk, Bishkek, Istanbul và Bắc Kinh.
Đường sắt Xuyên Mông Cổ đi qua Ulaanbaatar và có thể nối với Đường sắt xuyên Siberi tại Naushki và nối với hệ thống đường sắt Trung Quốc qua ngả tại Tập Ninh. Ulan Bator có kết nối bằng đường bộ với hầu hết các đô thị chính tại Mông Cổ, nhưng hầu hết các tuyến đường bộ này không được lát đá và theo dõi nên việc đi lại gặp nhiều khó khăn. Bên trong thành phố, không phải tất cả mọi tuyến đường đều được lát đá hay trải nhựa do có những khu vực có điều kiện tự nhiên bất lợi.
Các kế hoạch hiện tại để cải thiện giao thông bao gồm hệ thống tàu điện ngầm, một số dự án đường bộ lớn như đường cao tốc dài 1.000 km để liên kết Ulaanbaatar với các khu vực của Altanbulag và Zamyn Uud, có kế hoạch nâng cấp các sân bay khu vực hiện có và đường bộ, và các dự án đường sắt Mông Cổ sẽ kết nối các thành phố và mỏ.

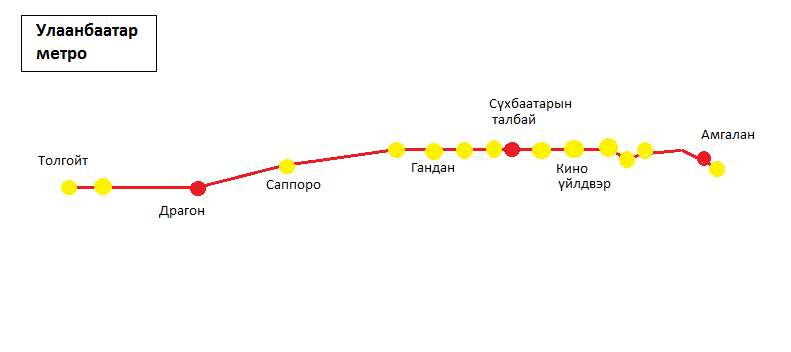
Tàu điện ngầm Ulaanbaatar đang trong kế hoạch xây dựng

Bên trong thành phố, chính quyền trung ương và thành phố quản lý một hệ thống xe buýt tư nhân rộng lớn trải dài khắp thành phố. Cũng có một xe điện tại Ulaanbaatar. Một hệ thống chuyên chở tư nhân khác là các xe khách nhỏ hoạt động đồng thời với các tuyến xe buýt. Ngoài ra, Ulaanbaatar còn có trên 4000 taxi. Thủ đô Mông Cổ có khoảng 418,2 km đường bộ, trong đó 76,5 km đã được lát đá hay trải nhựa.

## Ô nhiễm không khí
Ô nhiễm không khí là một vấn đề nghiêm trọng ở Ulaanbaatar, đặc biệt là vào mùa đông. Nồng độ của một số loại hạt vật chất (PM10) thường xuyên vượt quá mức tối đa được WHO khuyến nghị hơn một chục lần. Chúng cũng vượt quá nồng độ đo được ở các thành phố công nghiệp phía bắc Trung Quốc. Trong những tháng mùa đông, khói thường xuyên che khuất tầm nhìn và thậm chí có thể dẫn đến các vấn đề về giao thông hàng không tại sân bay địa phương.
Nguồn gây ô nhiễm chủ yếu là các bếp lò đơn giản được sử dụng để sưởi ấm và nấu ăn ở các quận ger của thành phố, nhưng cũng là do các nhà máy điện chạy bằng than cục bộ. Vấn đề được mổ xẻ bằng vị trí của Ulaanbaatar trong một thung lũng giữa những ngọn núi tương đối cao, che chắn thành phố khỏi những cơn gió mùa đông và do đó cản trở sự lưu thông không khí.

## Thành phố kết nghĩa
Theo trang thông tin chính thức::
- Seoul, Hàn Quốc (1995)[48]
- Adana, Thổ Nhĩ Kỳ
- Irkutsk, Nga[49]
- Moskva, Nga
- Sankt-Peterburg, Nga[50]
- Ulan-Ude, Nga[51]
- Denver, Hoa Kỳ[52]
- Bangkok, Thái Lan
- Sapporo, Nhật Bản
- Đài Bắc, Đài Loan

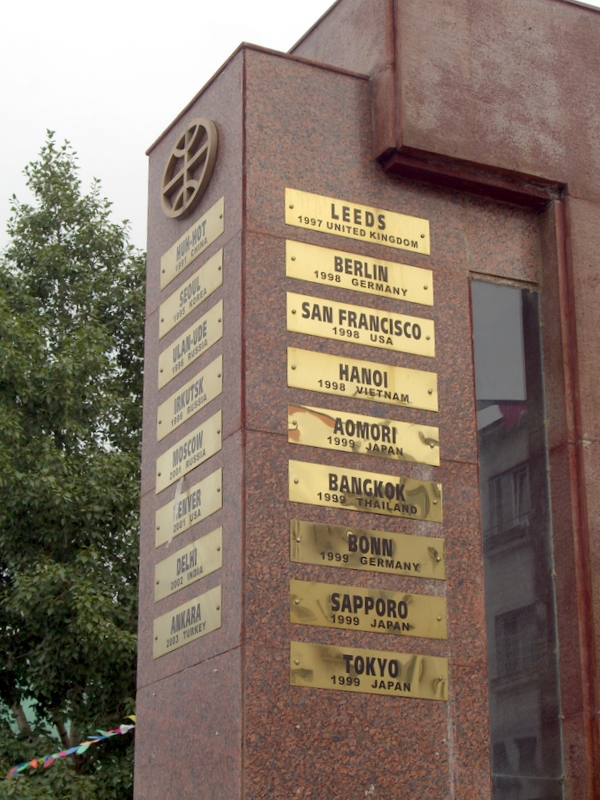
Bảng thể hiện các thành phố kết nghĩa với Ulaanbaatar.

- Hohhot, Nội Mông, Trung Quốc
- San Francisco, Hoa Kỳ
- Bonn, Đức
- Hà Nội, Việt Nam
- Tokyo, Nhật Bản
- Gold Coast, Úc[53]
- Delhi, Ấn Độ[54]
- Leeds, Anh Quốc
- Most, Cộng hòa Séc
- Colombo, Sri Lanka Từ 2012-2016

### Mối quan hệ với các trung tâm đô thị lân cận ở nước ngoài
Ulaanbaatar duy trì mối quan hệ ngoại giao hữu nghị, gần gũi với các thành phố như Seoul, Hồng Kông, Tokyo và Moskva,... Ngày nay, Ulaanbaatar vẫn là điểm liên lạc chính và gần như duy nhất giữa Mông Cổ với các nước láng giềng. Bắc Kinh là thành phố toàn cầu ở gần nhất với Ulaanbaatar. Hành lang UB-Bắc Kinh được phục vụ bởi các tuyến đường hàng không, đường sắt và đường bộ.

## Người nổi tiếng
- Asashōryū Akinori
- Hakuhō Shō
- Harumafuji Kōhei
- Mungonzazal Janshindulam
- Nambaryn Enkhbayar
- Nomin Bold
- Sanjaasurengiin Zorig